# Ferdinand Boberg
Gustaf Ferdinand Boberg, född 11 april 1860 i Falun, död 7 maj 1946 i Stockholm, var en arkitekt och formgivare och räknas som en av Sveriges främsta arkitekter. Boberg var även en duktig grafiker och tecknare och efterlämnade över 8 000 arbeten.
Boberg genomgick, efter studier vid Kungliga Tekniska högskolan i Stockholm, Konstakademiens arkitekturskola 1882–84 och erhöll vid avgåendet den kungliga medaljen. Efter en studieresa 1885–86 till Italien och Frankrike började han arbeta som arkitekt i Stockholm. År 1897 blev han ledamot av Konstakademien. Boberg gifte sig 1888 med Anna Scholander, som kom att arbeta som konstnär. Paret Boberg blev flitiga resenärer, och genomförde mer än 100 utlandsresor, de flesta tillsammans.
Hans arkitektur var banbrytande under tiden efter 1890 men redan 1915 var hans arkitektkarriär över och han ägnade sig därefter att resa runt i Sverige med sin fru Anna och tecknade kulturmiljöer som hotade försvinna.

## Biografi

### De första åren

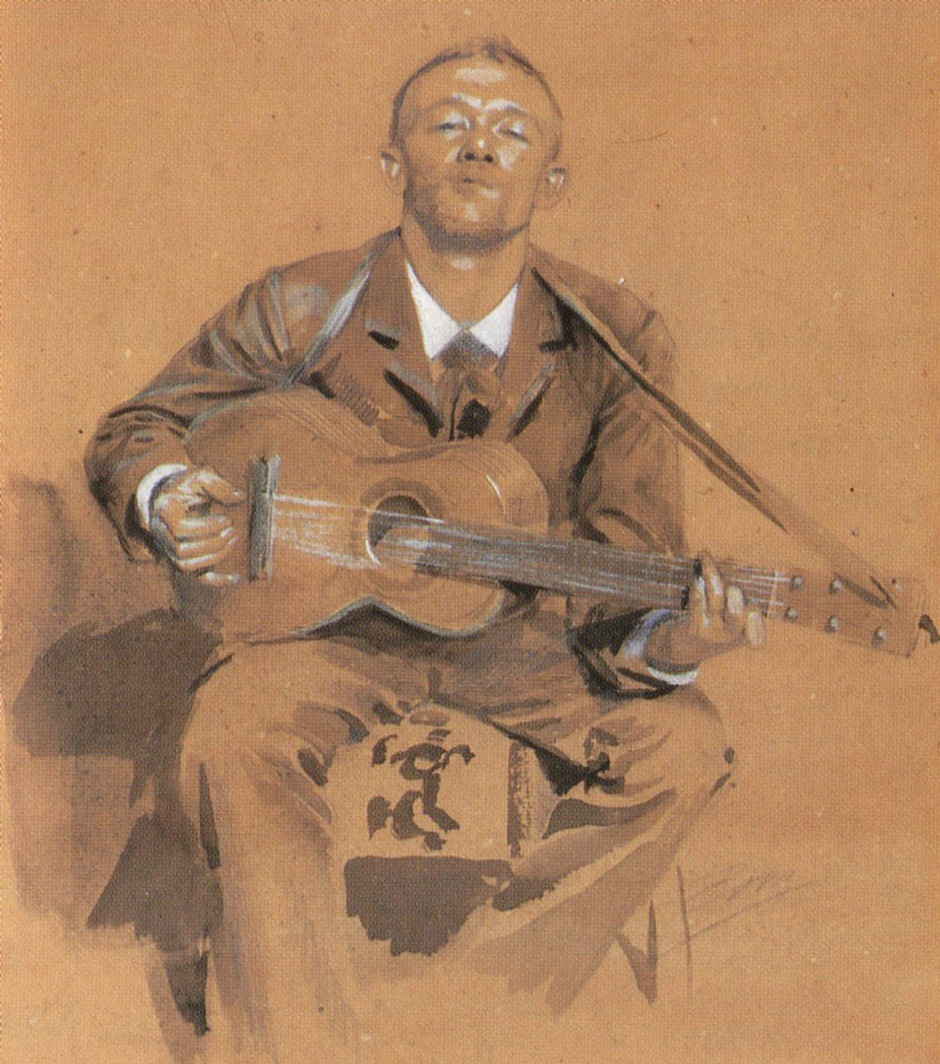
Boberg under sin studenttid spelande gitarr, lavering av Anders Zorn.

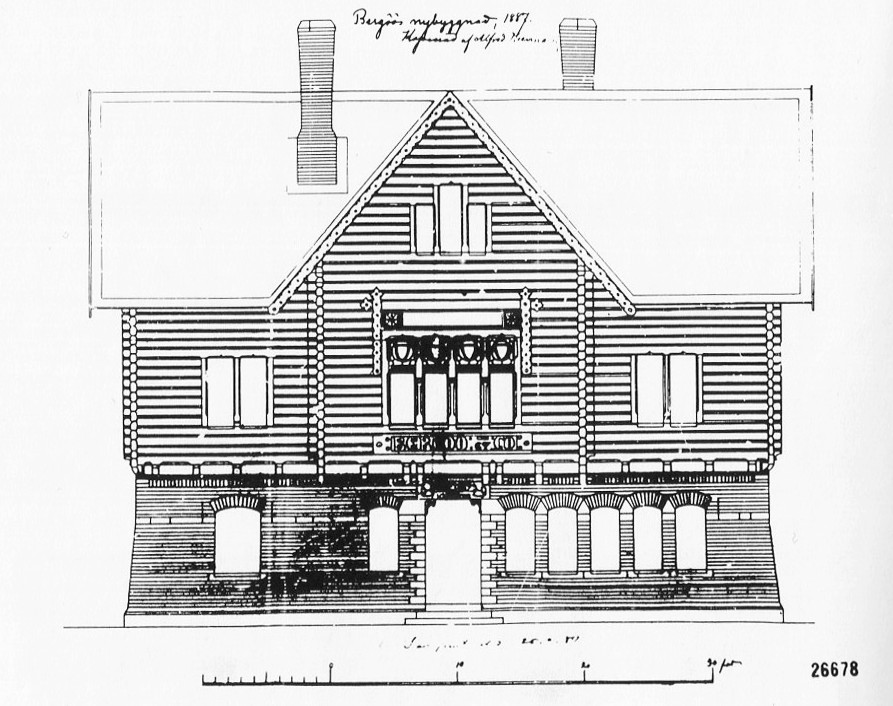
Bergööska huset.

Fadern Lars Gustaf Boberg var gruvarbetare, och familjen bosatte sig året efter Ferdinand Bobergs födelse i Norberg där fadern blev gruvfogde vid Kärrgruvan. 11 år gammal flyttade Ferdinand Boberg tillbaka till Falun för att börja vid läroverket där. Efter studentexamen 1878 kom han till Stockholm där han skrevs in vid Kungliga Tekniska Högskolan för att studera till maskiningenjör. Mötet med flera blivande arkitekter, däribland Isak Gustaf Clason påverkade dock Boberg att ändra sina planer och 1882 avlade han istället arkitektexamen.
Åren 1882–84 fortsatte han sina studier vid arkitektskolan vid Kungliga Akademien för de fria konsterna. 1885–1886 företog han en utlandsresa genom Italien och Frankrike och kom då i kontakt med arkitekturteoretikern och restaureringsarkitekten Eugène Viollet-le-Ducs skrifter, som fick stort inflytande på hans tidiga utveckling som arkitekt. Ett av Bobergs första arbeten blev Bergööska huset i Hallsberg åt Carl Larssons svärföräldrar Adolf och Hilda Bergöö.  År 1888 gifte han sig med Anna Scholander, dotter till arkitekten Fredrik Wilhelm Scholander, och bodde till en början i Scholanders bostad. När Bobergs ekonomi förbättrades flyttade paret till en egen lägenhet på Tegnérgatan 13 i Stockholm och 1899 till Birger Jarlsgatan 11. 1896 byggde paret sitt sommarställe Villa Ugglebo på Norra Djurgården. 
Bobergs första större egna verk blev Gävle brandstation, färdig 1891, därpå följde 1892 Stockholms första elektricitetsverk, Brunkebergsverket, vid Regeringsgatan/Smålandsgatan, vars fyndigt komponerade portal väckte stor uppmärksamhet (rivet 1960, portalen flyttad till Tulestationen på Tulegatan) och 1893 Värtagasverket i Hjorthagen, Stockholm, där han var huvudarkitekt och ritade en mängd byggnader, bland annat den första gasklockan. År 1896 följde Skagershults kyrka, 1897 Mosebacke vattentorn i Stockholm och Munktells verkstäder i Eskilstuna. Tillsammans med Gustaf Wickman och Georg Ringström utarbetade han ritningar till ett nytt riksdagshus på Riddarholmen och till riksbanksbyggnad på Helgeandsholmen, ett motförslag mot de planer som först gjorts upp av Helgo Zettervall och sedan fullföljdes av Aron Johansson. Sitt slutliga genombrott som arkitekt fick han 1897 som en av huvudarkitekterna för Stockholmsutställningen 1897. 1903 byggde han åt sig och hustrun Anna hemmet ”Vintra” på Djurgården, där de bodde till sin emigration till Paris 1925.

### Liv och verk

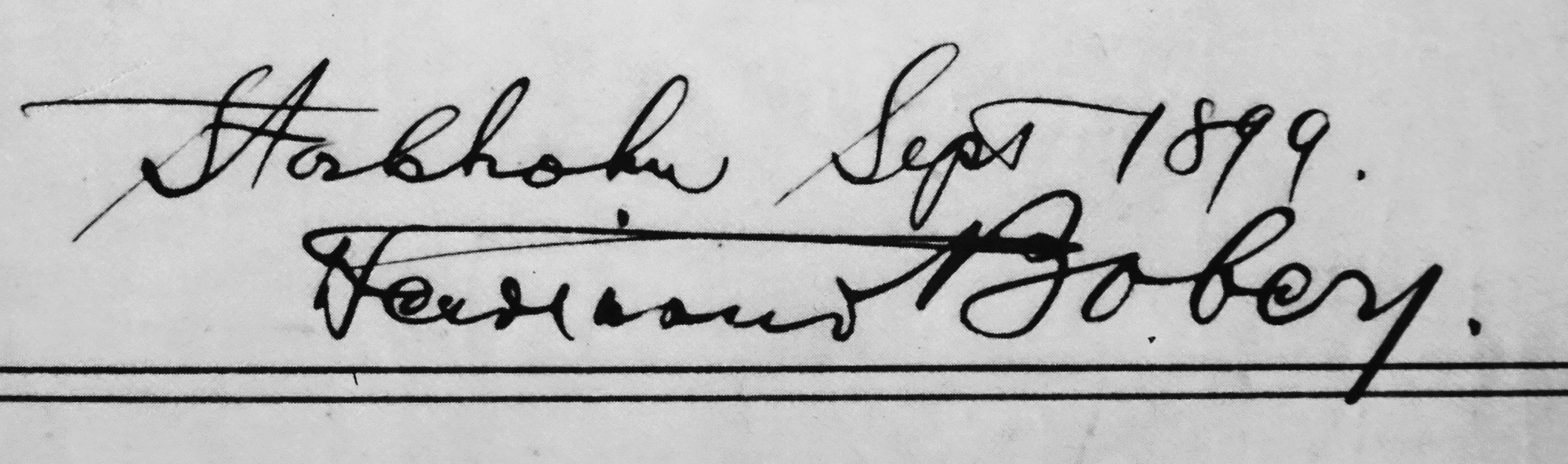
Bobergs signatur, 1899.

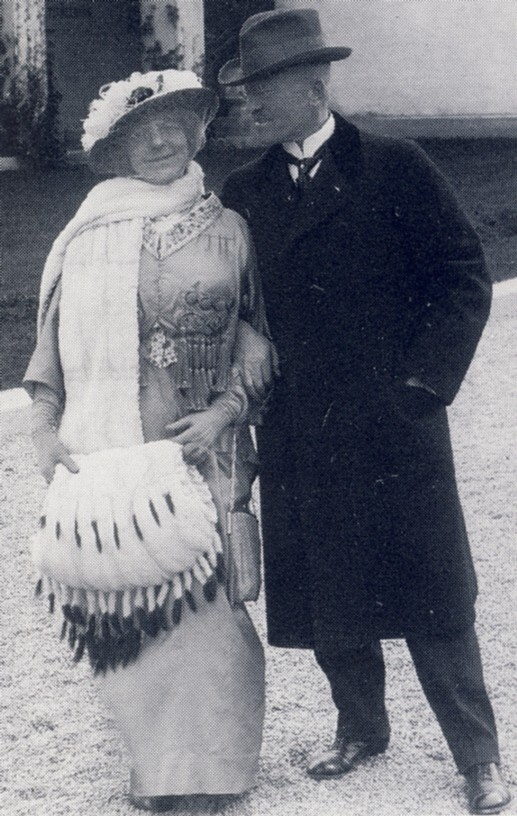
Anna och Ferdinand Boberg på Baltiska utställningen, 1914.

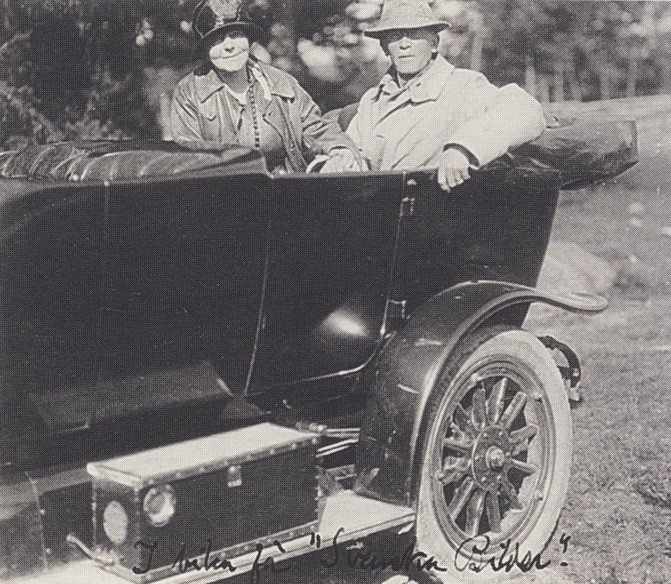
Anna och Ferdinand Boberg i sin Scania Vabis, ca 1915.

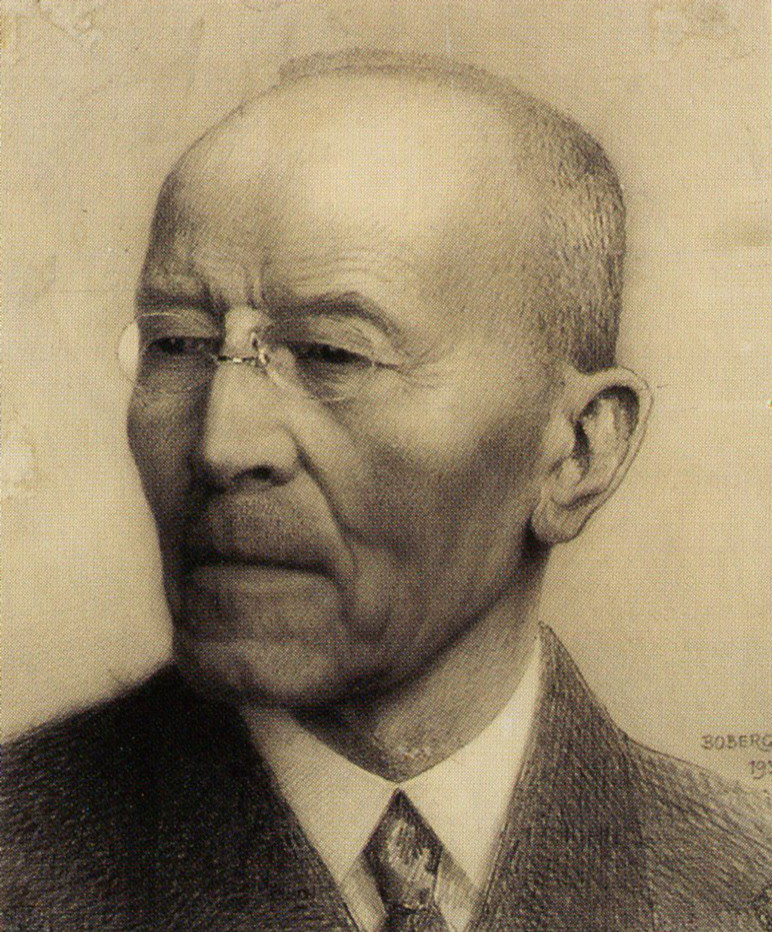
Boberg, självporträtt efter ett fotografi, 1935.

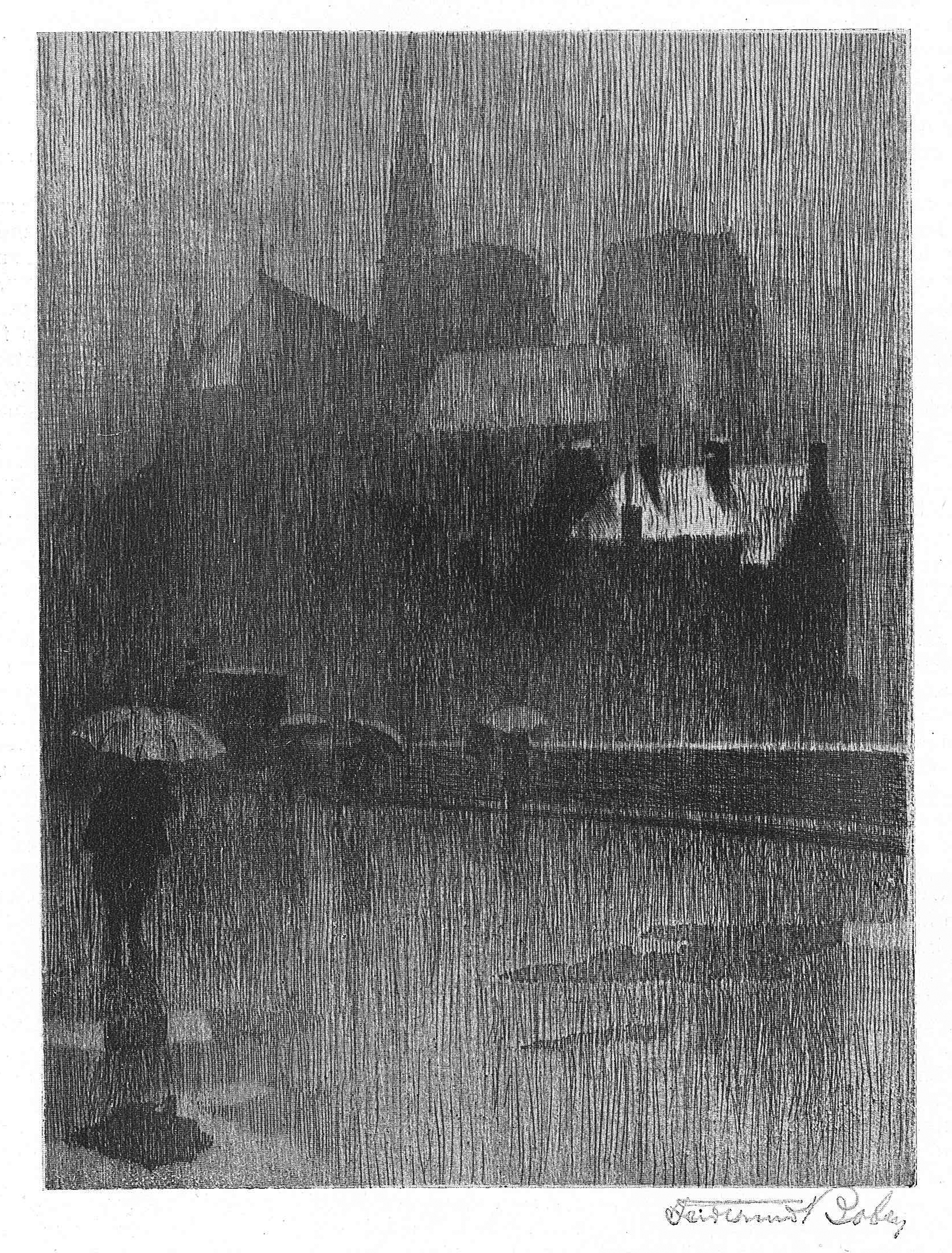
"Regn", en etsning av Boberg från omkring 1912.

Boberg var en av sin tids främsta svenska arkitekter och oerhört produktiv under sin verksamma tid. Flera av hans byggnader fick på sin tid ett mycket blandat mottagande, mest uttalat paviljongen vid Världsutställningen 1900 i Paris, medan andra, som konsthallen vid Stockholmsutställningen 1897, väckte unisont gillande.
Många tidiga arbeten, till exempel olika elektricitetsverk och omformarstation för Stockholms elektricitetsverk (Brunkebergsverket, Värtaverket, Tulestationen, Katarinastationen, Djurgårdsstationen) eller Gävle brandstation, är tydligt influerade av Viollet-le-Duc och H. H. Richardson, men senare verk ger prov på stor originalitet och kan inte enkelt inordnas under någon stilbeteckning, även om Boberg har en hel del gemensamt med jugendtidens arkitekter. Ornament och detaljer ger ofta prov på stor fantasi och lekfullhet.
Boberg ritade även möbler, skåp, pianon, kakelugnar, vaser, fat och liknande. Bjertorp slott är ett exempel där han både ritade byggnaden, inredningen och många av möblerna. Efter färdigställandet av varuhuset NK i Stockholm 1915 och ett affärshus för Josef Norén på Regeringsgatan 5–7 (senare rivet) kring samma tid avslutade Boberg i praktiken sin arkitektkarriär. Att Boberg redan i 55-årsåldern och på höjden av sitt yrkesaktiva liv övergav arkitektyrket berodde även på att en ny arkitekturuppfattning höll på att växa fram i Sverige. Bobergs exotiska, lekfulla skapelser ansågs inte var tillräcklig svenska i en tid då nationalromantiken bröt fram och 20-talsklassicismen väntade runt hörnet.
Ett av Bobergs sista stora projekt, ritningar till Nobelpalatset, påbörjades 1906. Flera olika utföranden provades av Boberg, innan ett förslag offentliggjordes i slutet av 1911. Häftig kritik mot förslaget framfördes av arkitekten Ragnar Östberg i dagspressen, och debatten var livlig. Förslaget bordlades i januari 1912, eftersom Nobelstiftelsen var inbördes oenig om lämpligt storlek på byggnaden, och eftersom Bobergs förslag skulle ha blivit för dyrt. Planerna på ett palats skrinlades mer slutgiltigt kring 1917, när man konstaterade att Stockholms konserthus, som slutligen kom att ritas av Ivar Tengbom, snart skulle byggas och då kunde användas som högtidslokal vid prisutdelningen.
Boberg ägnade 1920-talets första hälft åt att tillsammans med hustrun Anna resa runt i Sverige och dokumentera äldre byggnader. Den ursprungliga avsikten var främst att dokumentera Bergslagen och gruvhanteringen men utvidgades efterhand till Svenska bilder (se nedan), en samling av skisser och teckningar från hela Sverige, främst olika kulturhistoriska byggnader. Särskilt intressant är hans stora antal teckningar av vanliga bondgårdar, ekonomibyggnader med mera, som genom tiderna har dokumenterats i mycket mindre omfattning än adelns och kyrkans byggnader. Han utförde även etsningar, oftast med arkitekturmotiv (domkyrkorna i Uppsala, Chartres, Toledo med flera), men även stämningar (snöväder, ljusskenseffekter).
Boberg var en framstående formgivare och som sådan mångsidigt verksam. Han kom att få mycket stor betydelse för den svenska jugendstilens utformning inom konsthantverket. Bobergs möbler i jugend lånar ofta inslag från rokoko och empir. Hans större möbler och spegelramar har ofta en yttäckande rikt skuren dekor av blommor, tallkvistar, kottar eller liknande. Boberg gjorde även förlagor till textilier åt Handarbetets vänner. Han har formgett keramikpjäser för Gustavsberg och Rörstrand, silver för Hallbergs Guldsmeds AB och glas för Kosta och Reijmyre glasbruk.

### Utställningar och andra senare verk
Till Stockholmsutställningen 1897 utförde han tillsammans med Fredrik Lilljekvist industrihallen och ensam maskinhallen samt den uppskattade konsthallen, vidare Kopparbergs bergslags byggnad, skogsutställningens byggnad och flera småpaviljonger. Därefter ritade han Sveriges paviljong på världsutställningen i Paris 1900, Carlbergska huset i fonden av Vasagatan i Stockholm, nybyggnaden vid Rosenbad (fullbordad 1903) och Centralposthuset (färdigt 1904). Parkudden på Djurgården åt prins Carl byggdes om efter hans planer, han ritade prins Eugens nya utställningshall på Waldemarsudde, sin egen villa på Djurgården och svenska huset på världsutställningen i Saint Louis 1904. I Norberg invigdes 1904 Östra kyrkogårdens gravkapell som Norbergs församling beställt två år tidigare i samband med att en ny kyrkogård anlagts. Han anlitades som arkitekt vid byggandet av Villa Eolskulle mellan 1904 och 1907 (nuvarande Thielska galleriet).
År 1906 uppfördes NK:s paviljong på Industriutställningen i Norrköping samt Centralposthuset i Malmö. På Konstindustriutställningen 1909 i Stockholm höll Boberg i hela konceptet, från utställningskatalogen till utställningsbyggnaderna. År 1914 anlitades han att utforma de svenska byggnaderna vid Baltiska utställningen i Malmö. Slutligen kan även nämnas Uppenbarelsekyrkan i Saltsjöbaden 1913 och NK Stockholm på Hamngatan i Stockholm (ritningar 1915). Ett av Bobergs sista arkitektarbeten var NK:s kontorshus i kvarteret Sankt Per, adress Regeringsgatan 5–7. Huset ritades av honom redan 1914 men stod färdigt först efter första världskriget 1919 då det ersatte den gamla byggnaden för Joseph Lejas varuhus (föregångaren till NK). Kontorshuset revs 1972 i samband med Norrmalmsregleringen.

### Svenska bilder

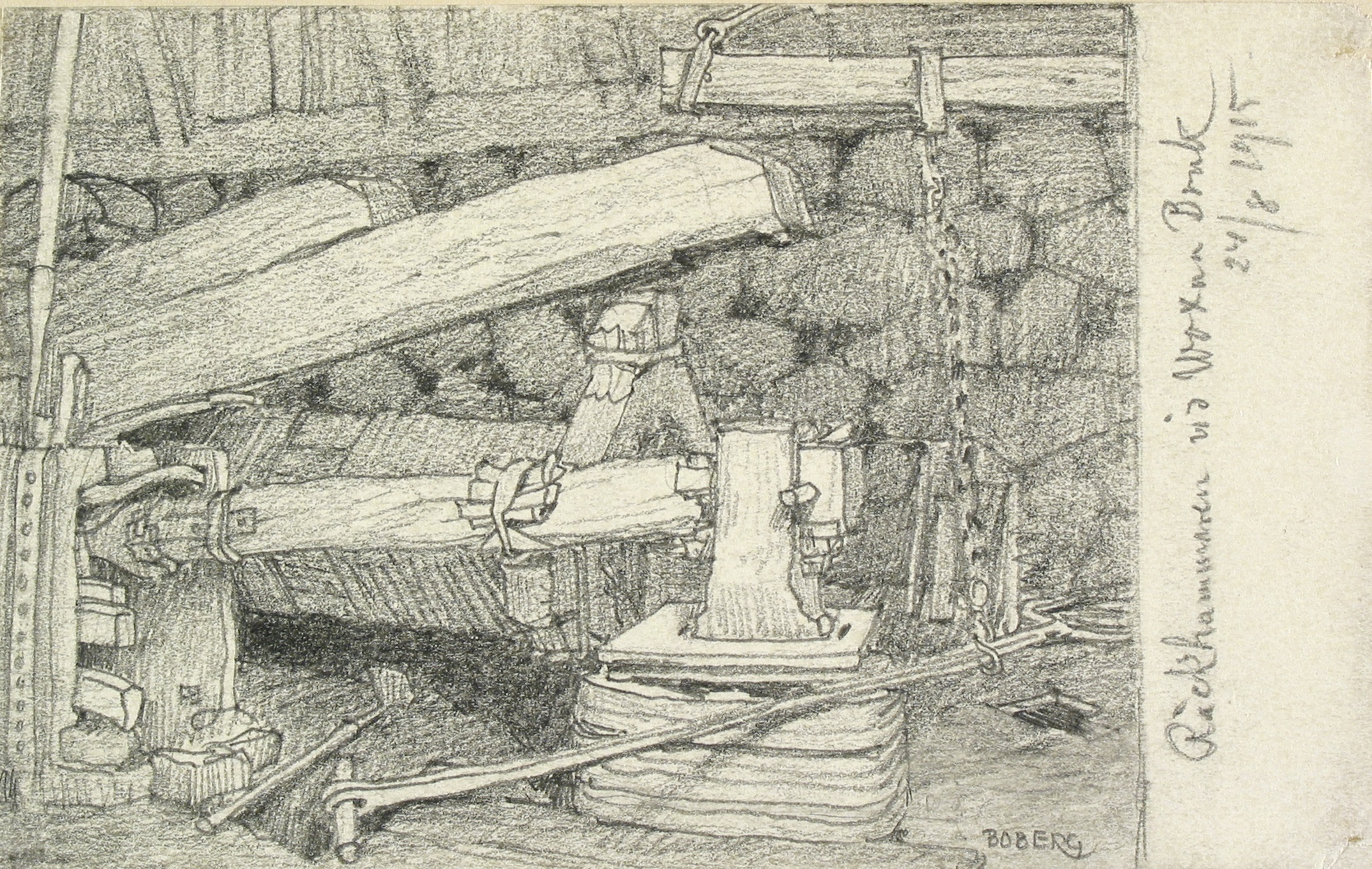
Räckhammare, Woxna bruk.

Efter att Boberg avslutat arbetet med NK vid Hamngatan hade han inga fler uppdrag. Han var då 55 år gammal och i full vigör. Han kom då på tanken att i teckningar avbilda det Sverige som han ser försvinna under den framvällande moderniseringen i städerna och på landsbygden. Inte minst var det Bobergs hågkomster från sin uppväxt i Kärrgruvan med alla smältugnar, vattenrännor och hammare. Nu ser han hur dessa ersätts av modernare tillverkningsmetoder.
Med finansiellt stöd av ett konsortium satt han igång ett tioårigt arbete att teckna kulturarvet av kyrkor, slott, stugor, lador, hyttor, stångjärnshammare och stadsbebyggelse. År 1916 gav de sig ut på en tioårig resa Sverige runt. De for från Övertorneå i norr till Smygehuk i söder, från Gotland i öster till norska gränsen i väster. Resan skulle resultera i planschverket Svenska bilder från 1900-talets början med över tusen kolteckningar och med en upplaga på femtio exemplar att överlämnas till medlemmarna i konsortiet. 
Vid sin sida hade han hustrun Anna. De reste runt i hela landet i en bil tillverkad av Scania Vabis kallad ”Tussirullan”, och som framfördes av chauffören Andersson. Sammanlagt utförde han över 3 000 blyertsteckningar i vykortsformat, från vilka han valde ut de bästa till planschverket. Blyertsteckningarna förvaras idag i Nordiska museets arkiv och planschverket i KB. Under resorna skrev Anna dagböcker (nu i Kungliga bibliotekets samlingar) om allt de såg och upplevde. Det är allt från beskrivningar av de byggnader som Boberg tecknade till livfulla skildringar av människor de mötte och gästgiverier där de övernattade.

### De sista åren

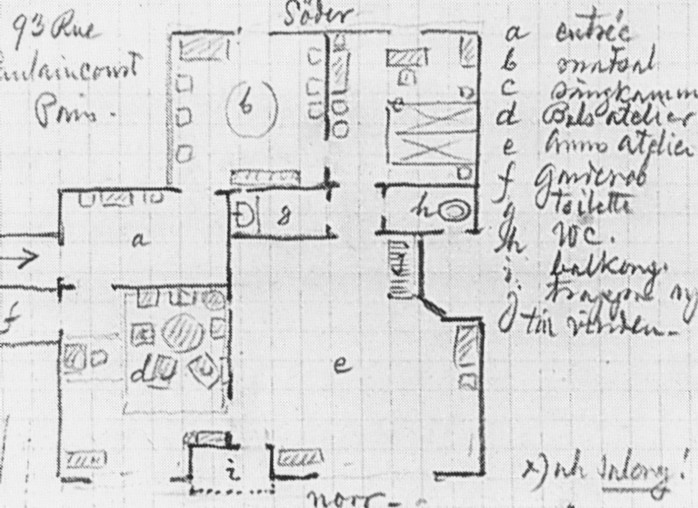
Bobergs Parisvåning vid Rue Caulaincourt 93 (skiss 1926).

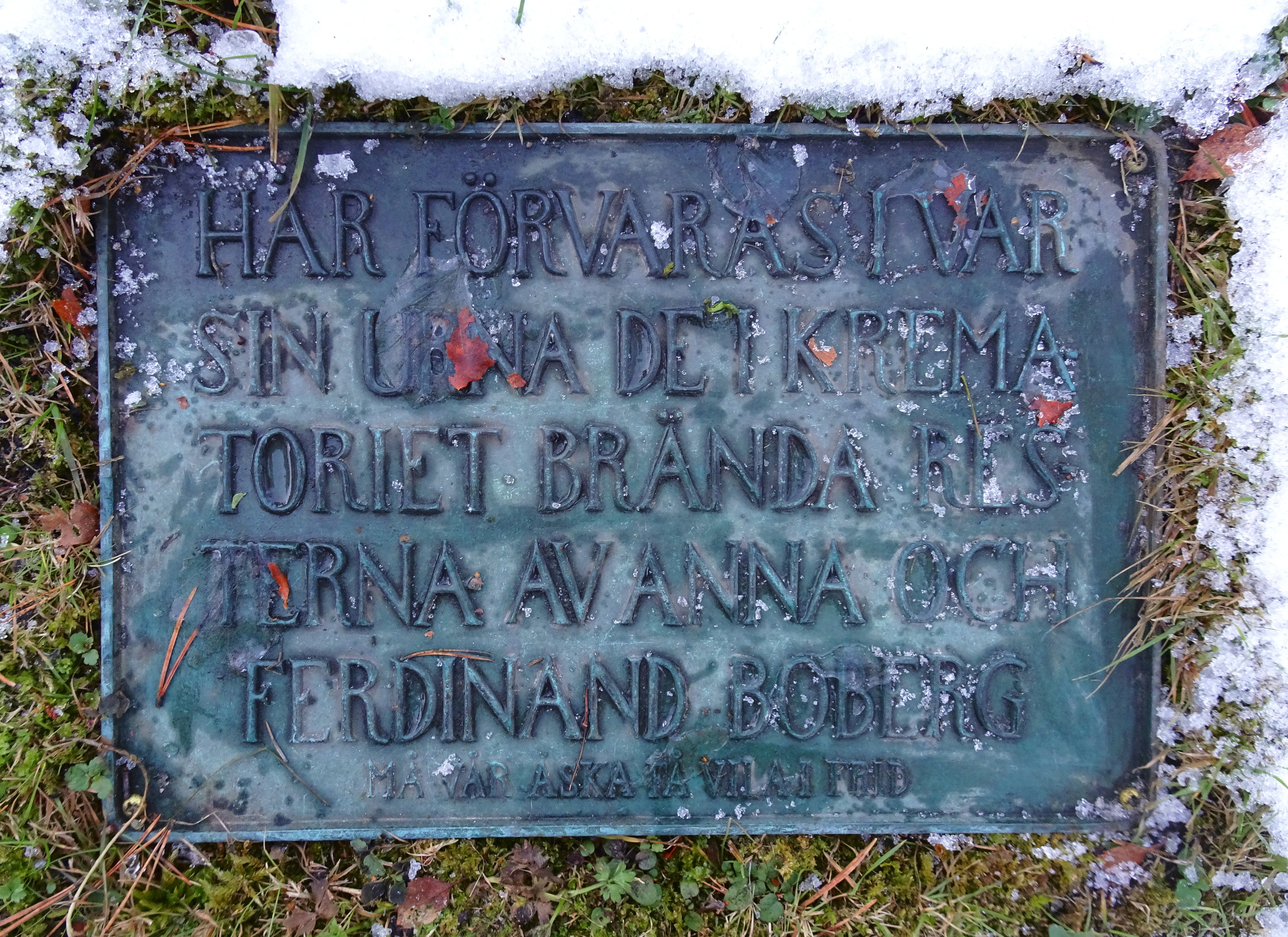
Anna och Ferdinand Bobergs gravvård, december 2016.

Efter Svenska bilder tvingades paret Boberg 1925 av ekonomiska skäl att sälja sitt älskade hem Vintra på Södra Djurgården. Båda beslöt, som tröst, att flytta till Paris för att ägna sig åt ett konstnärligt liv. Paris var ingen okänd stad för Bobergs, de hade vistats där många gångar förut. Bobergs bodde till en början i stadsdelen Montmartre och därefter på Rue Caulaincourt 93 där båda hade sin egen ateljé. Här färdigställde Boberg en mindre efterföljare till Svenska bilder som han kallade ”Paris i bild”. Men paret stannade inte i ständigt Paris utan reste runt i Frankrike och producerade teckningar som visades på flera utställningar. Boberg bearbetade även äldre Stockholmsmotiv för att utställa dem i Paris.
År 1928 återvände Bobergs från sin tillfälliga emigration i Paris och sökte en bostad i Stockholm. När ombyggnaden av Jägarhyddan på Södra Djurgården inte blev av fick paret erbjudandet av Stockholms stad att hyra Stora Blecktornet på Södermalm som byggdes om med hjälp av  arkitektkollegan Carl Melin på Stockholms stads fastighetskontor.
Anna Boberg avled i januari 1935 i sviterna efter en galloperation. Därefter flyttade Boberg från Stora Blecktornet och ägnade sig resten av sitt liv åt att genom dagliga minnesanteckningar dokumentera sina lyckliga år med Anna. Han försökte föra henne tillbaka till livet genom kraften i det skrivna ordet. 1939 belönades han med S:t Eriksmedaljen för sina förtjänster inom Stockholms arkitektur. Ferdinand Boberg fick sin sista vila tillsammans med hustru Anna på Norra begravningsplatsen där han gravsattes den 17 maj 1946. Deras enkla gravvård består av en bronsplatta med inskriptionen: Här förvaras i var sin urna de i krematoriet brända resterna av Anna och Ferdinand Boberg. Må vår aska få vila i frid.

### Boberg som illustratör
Se fler målningar av Ferdinand Boberg.

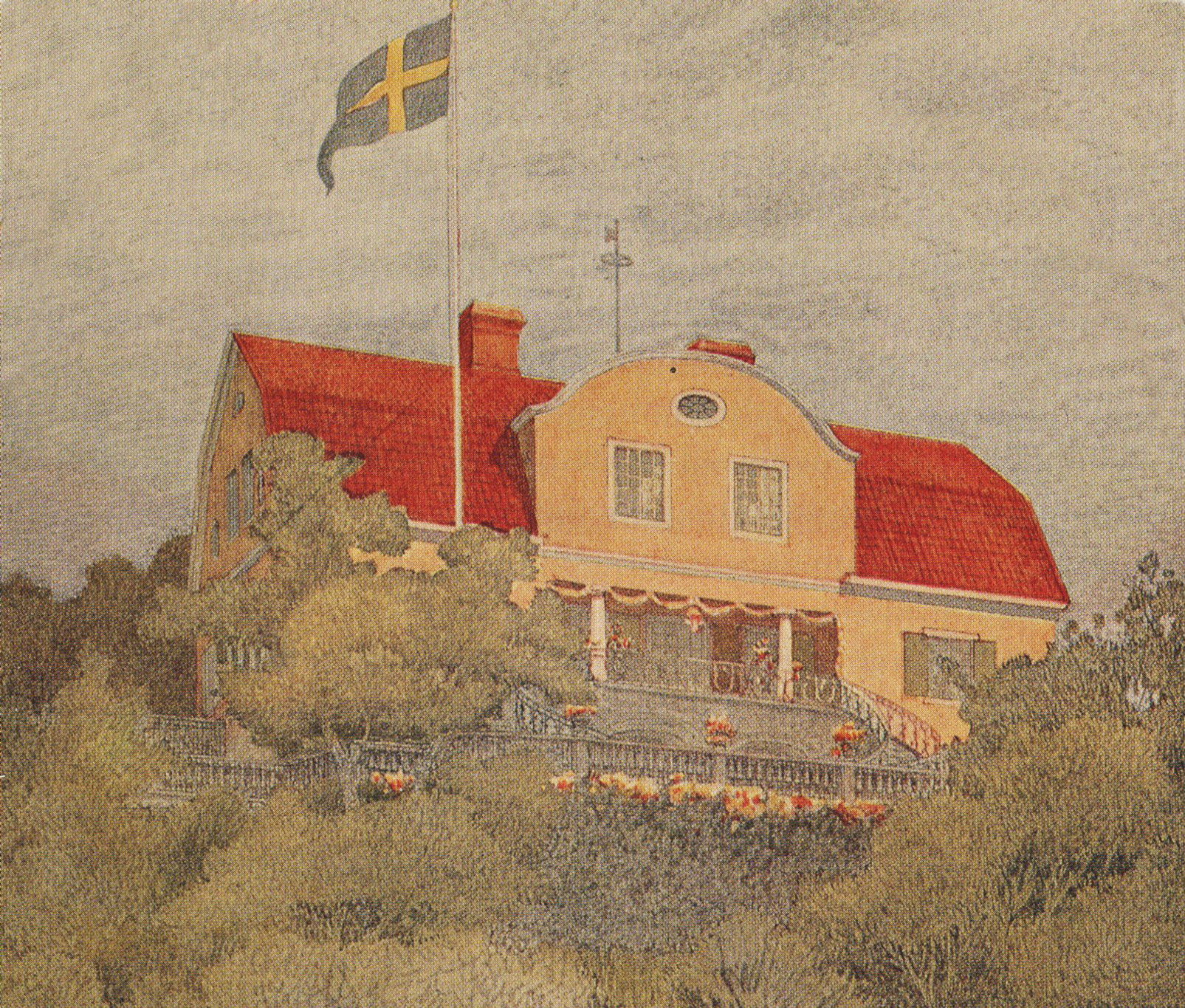
Villa Bergsgården
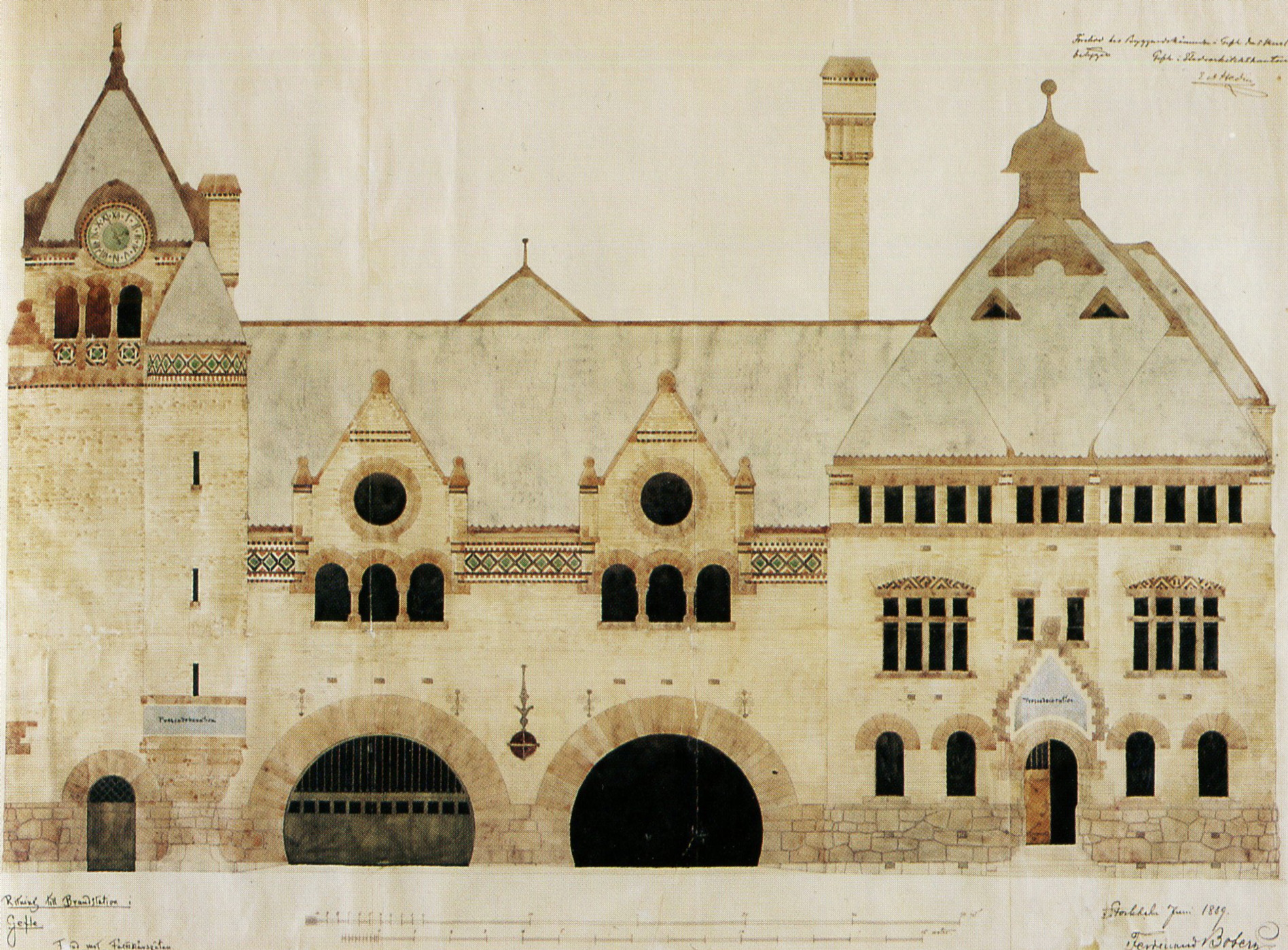
Gävle brandstation
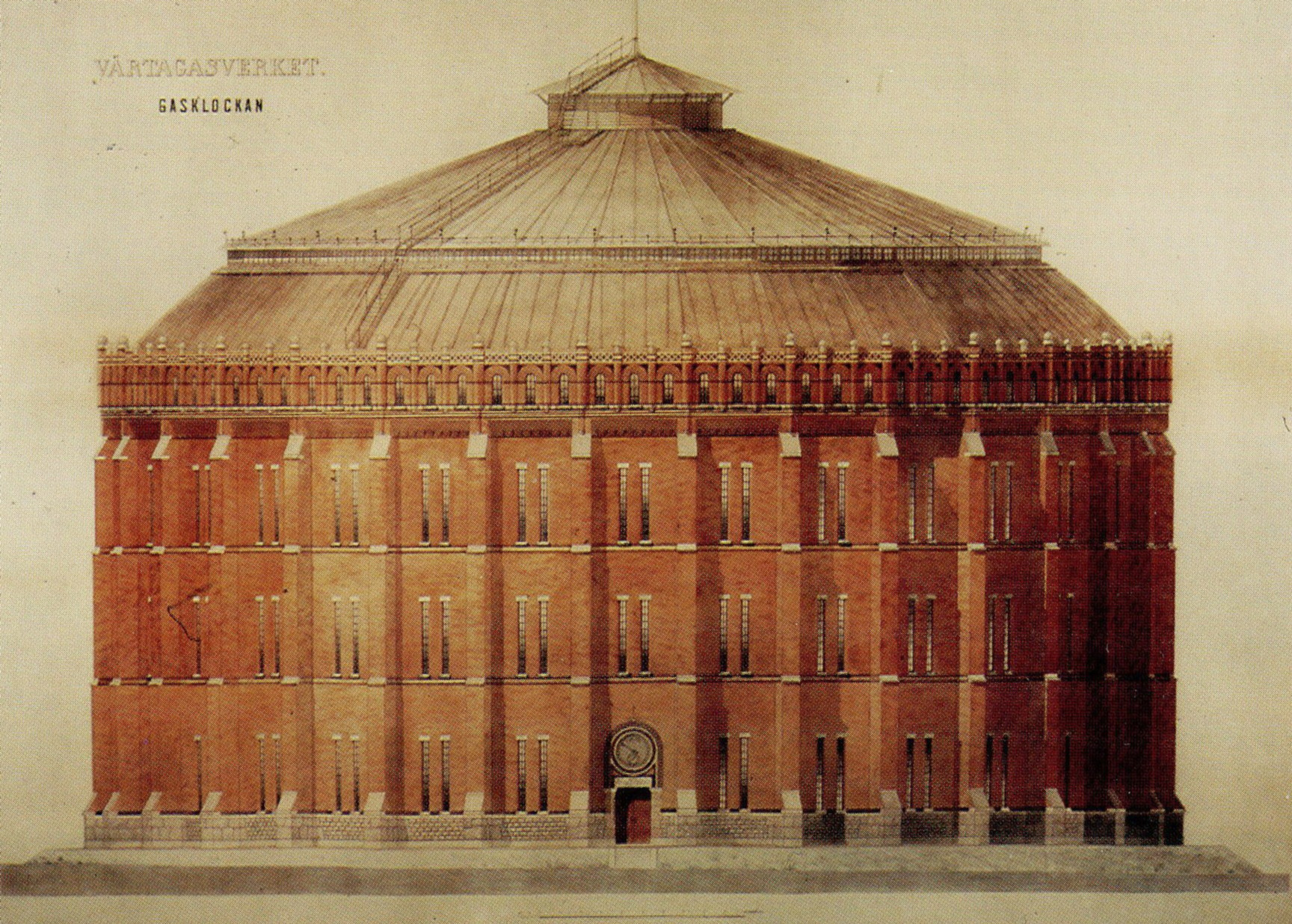
Värtagasverkets gasklocka
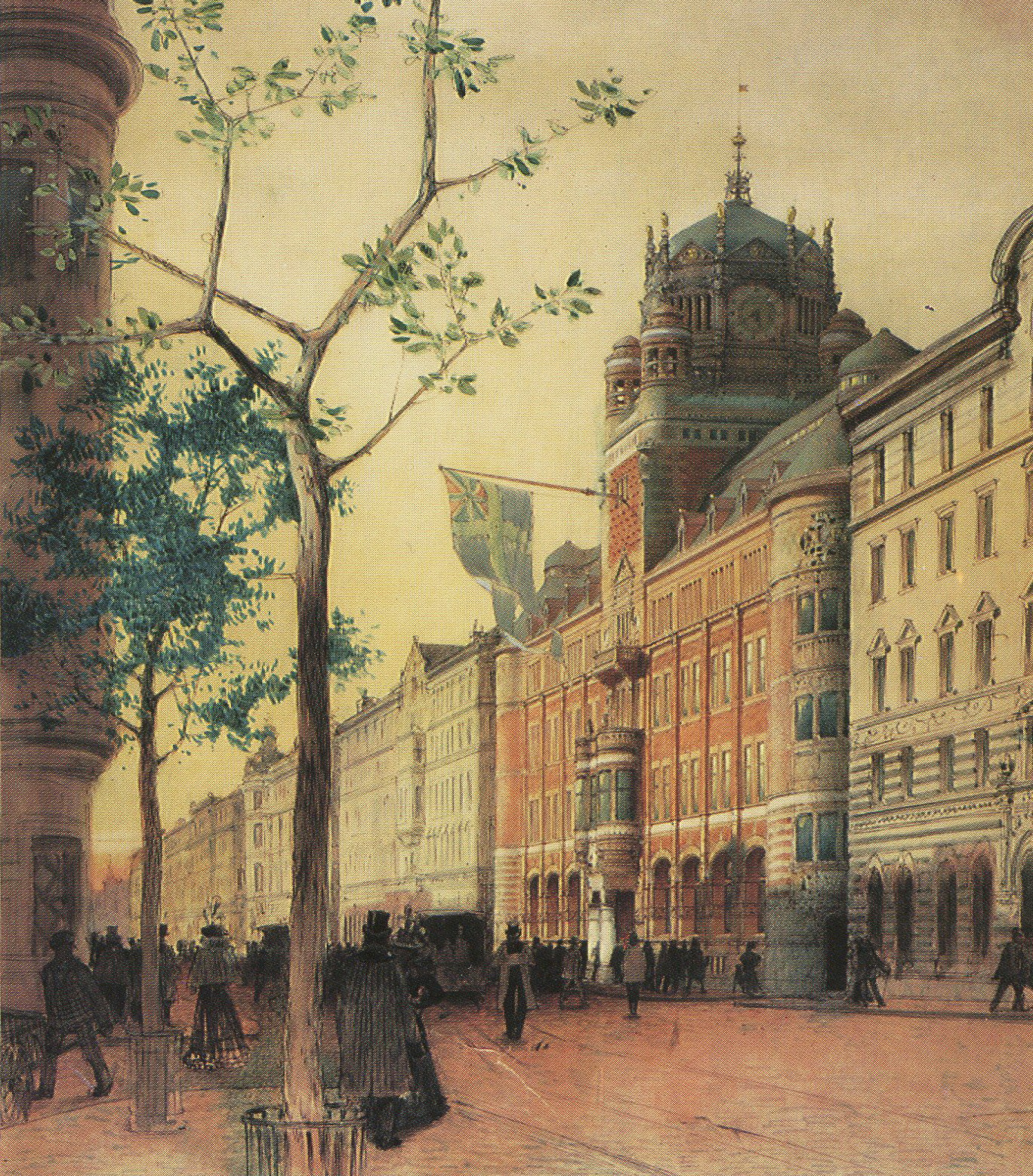
Centralposthuset och Vasagatan
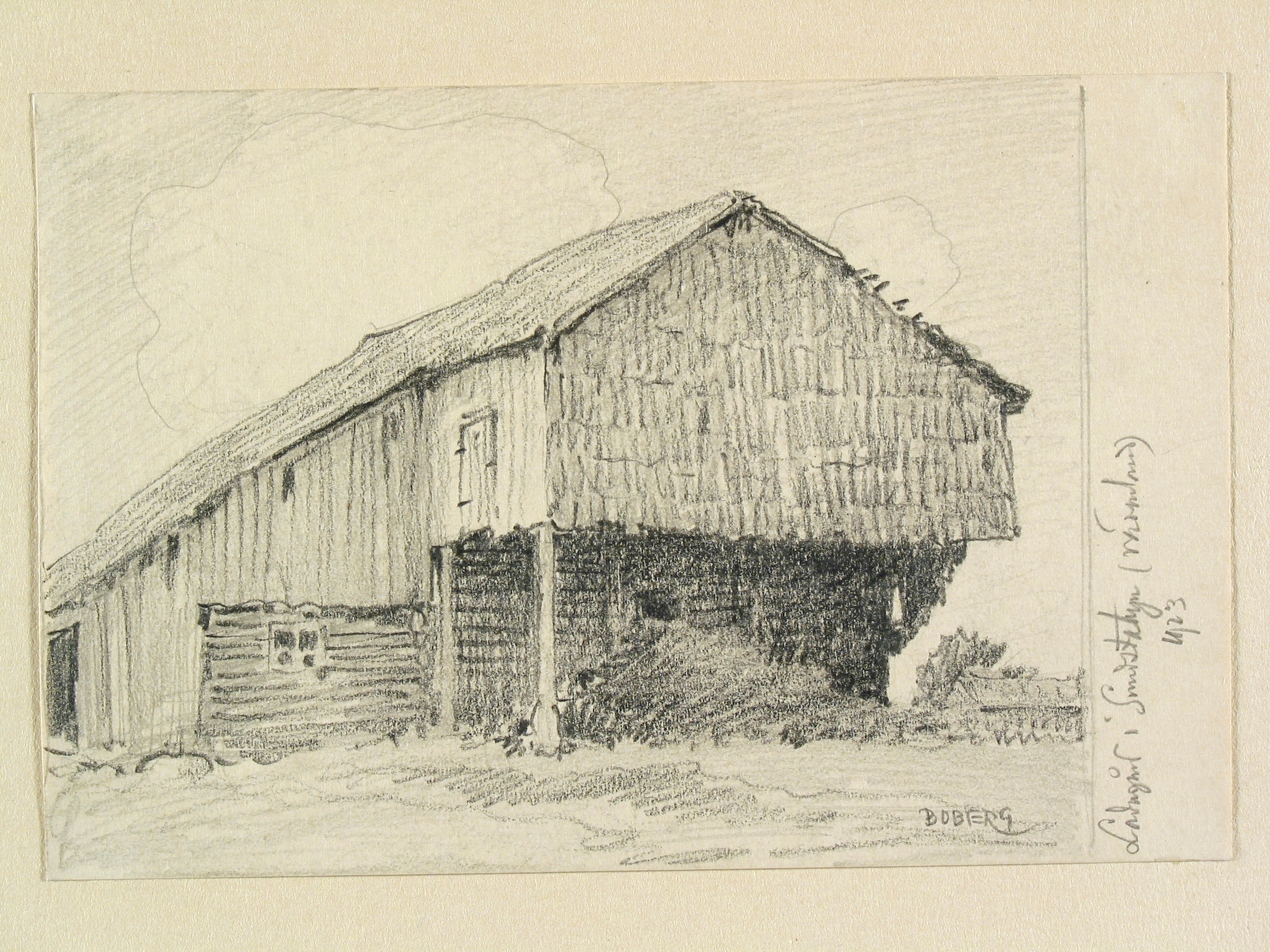
Ladugård i Sundstabyn, Värmland. En av cirka 3000 kolteckningar gjorda för boken Svenska bilder

### Arbeten (urval, i kronologisk ordning)
Utställningar
- Allmänna konst- och industriutställningen, Stockholm, (1897 huvudarkitekt)
  - Ljungbergshallen, Stockholm (1897, numera på Kvarnsvedens pappersbruk i Borlänge)
- Sveriges paviljong på världsutställningen i Paris 1900
- Konstindustriutställningen 1909, Stockholm, (1909 huvudarkitekt)
- Baltiska utställningen, Malmö, (1914 huvudarkitekt)

Offentliga byggnader
- Gävle brandstation, Gävle (1890–1891)
- Brunkebergsverket, Stockholm (1892)
- Värtagasverket, Hjorthagen, Stockholm. Gasklockor, huvudbyggnad m.m. (1893)
- Mosebacke vattentorn, Stockholm (1896–97)
- Centralposthuset, Stockholm (1898–1903)
- Centralposthuset, Malmö (1900–1906)
- Nynäsbanans stationshus (1901–1902)
- Rosenbad, Stockholm (1902)
- Tulestationen, Stockholm (1902–1906)
- Katarinastationen, Stockholm (1902–1905)
- Kronobergsstationen, Stockholm (1903)
- Värtaverket, Hjorthagen, Stockholm. Turbinhallar, kontor. (1903)
- Öskaret 1, Stockholm (1906)
- Djurgårdsstationen, Stockholm (1906)
- Pakettullhuset, Stockholm (1908, rivet)
- Stora Tullhuset, Stockholm (1906–1910)

Offentliga byggnader, urval
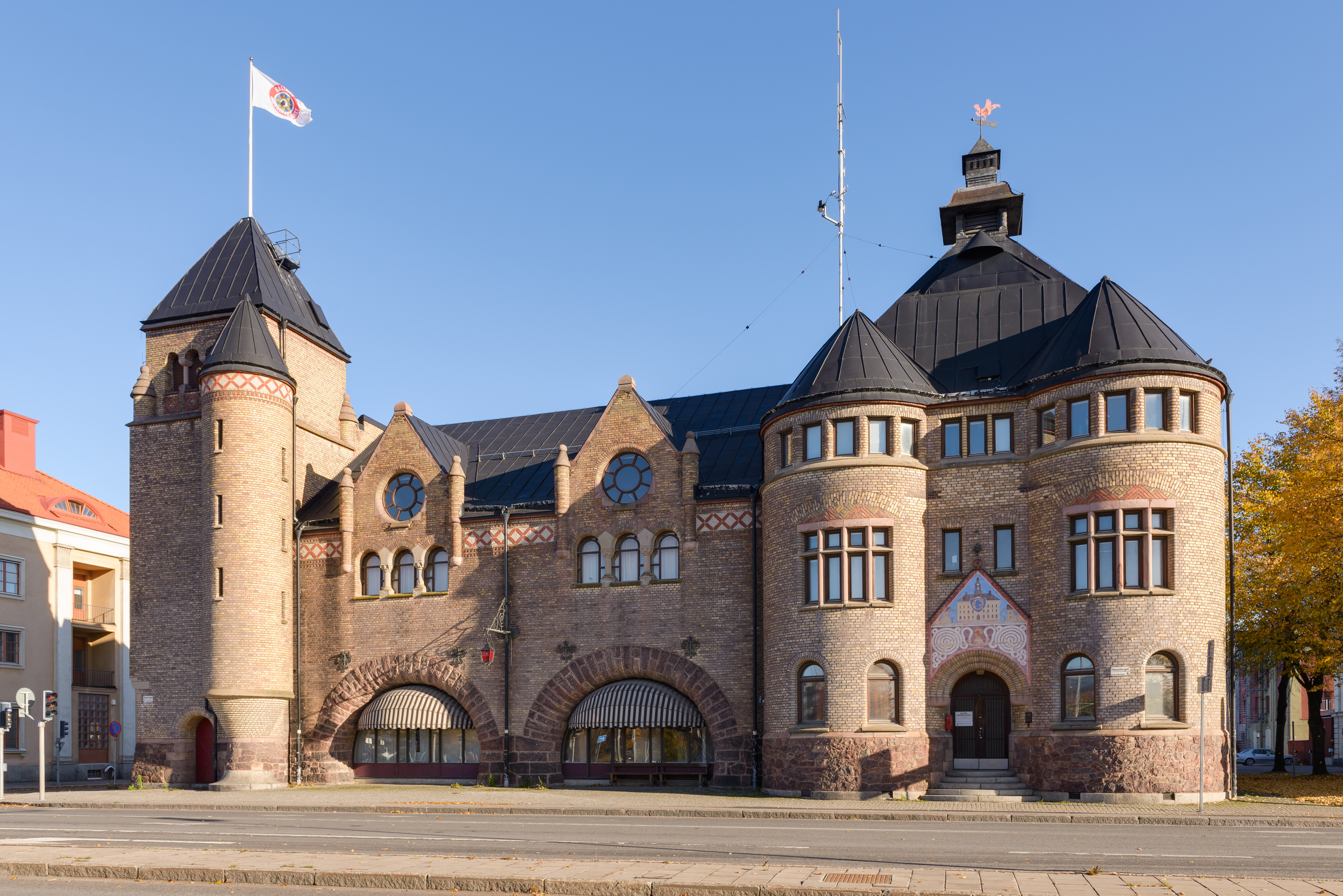
Gävle brandstation
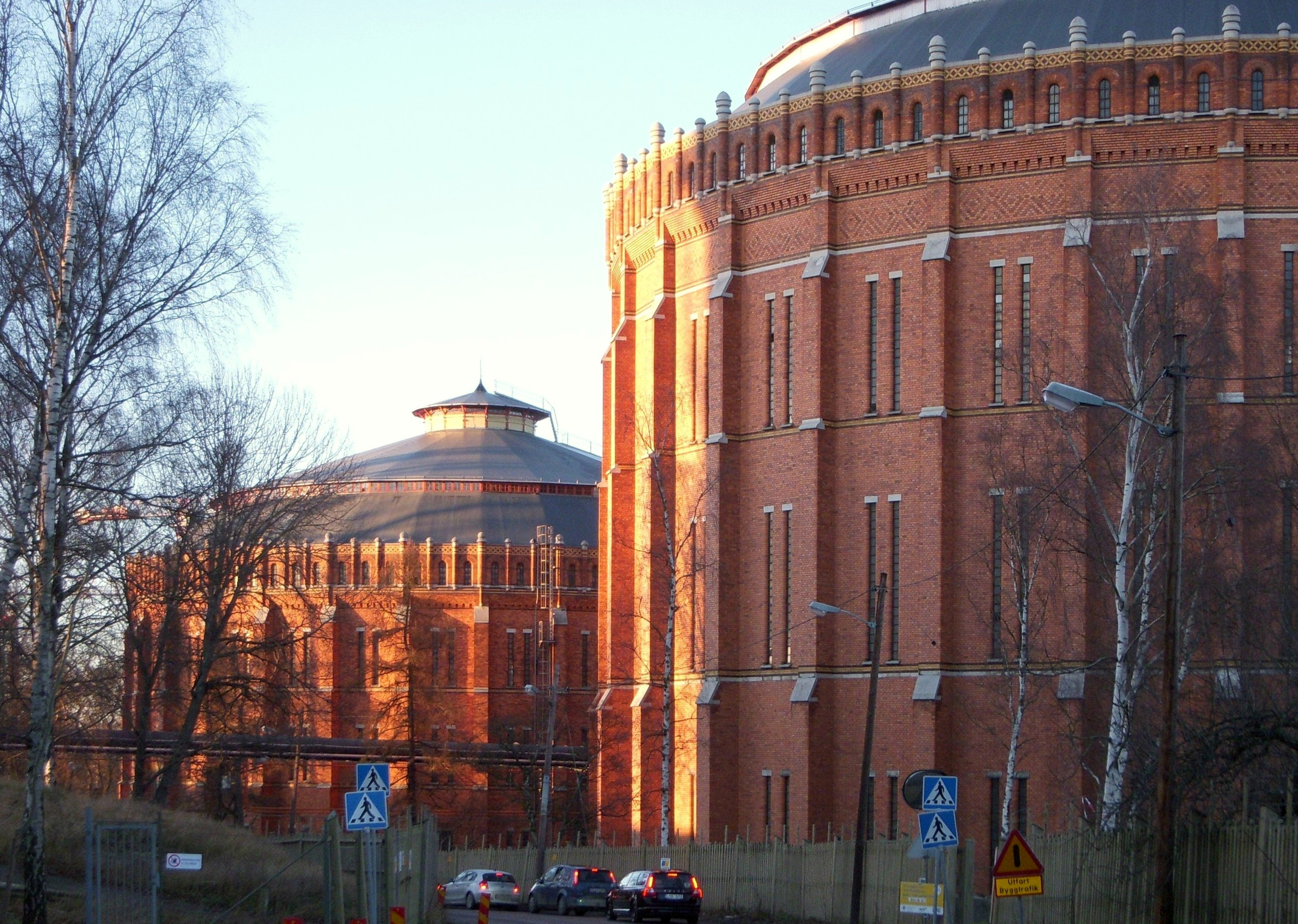
Värtagasverket
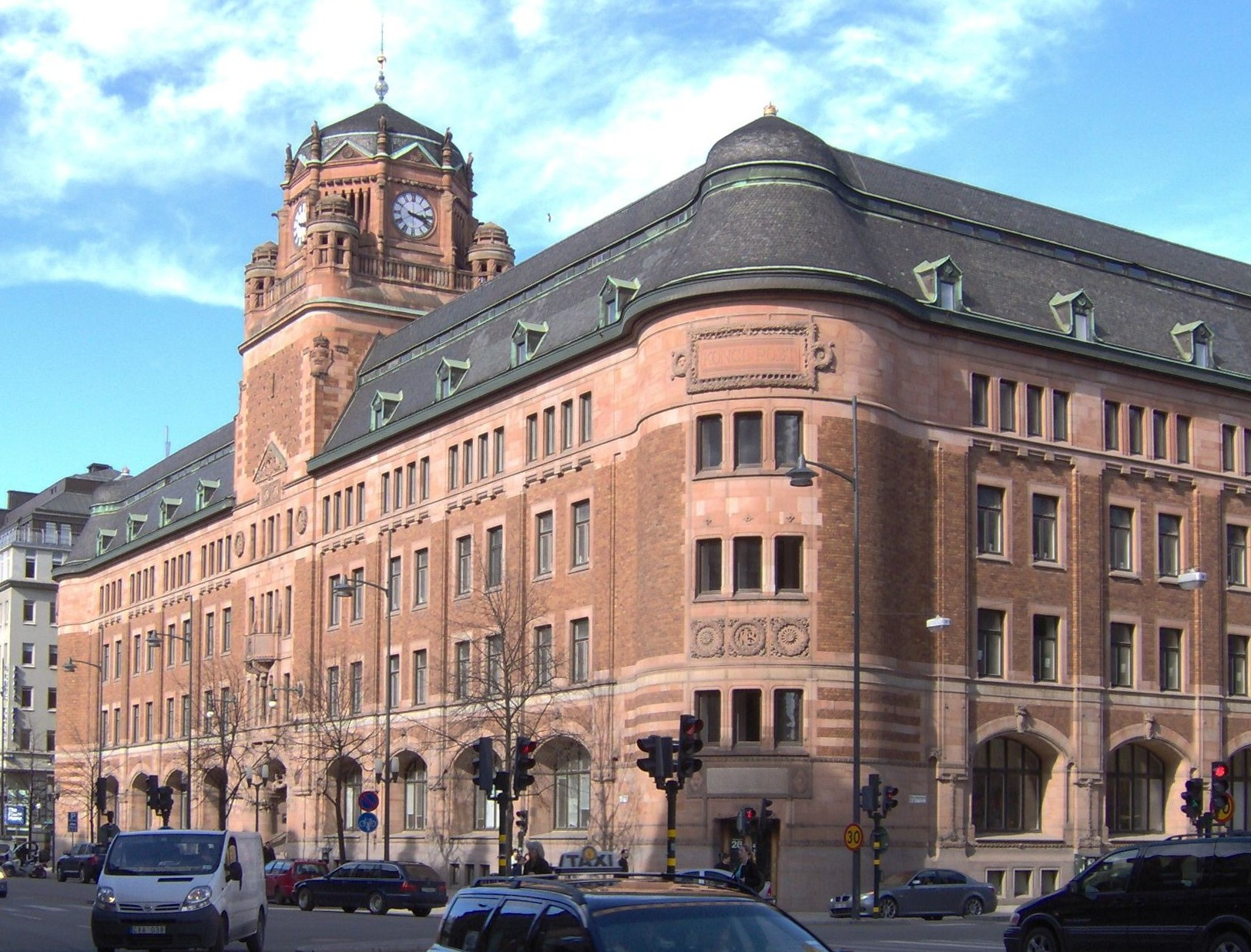
Centralposthuset, Stockholm
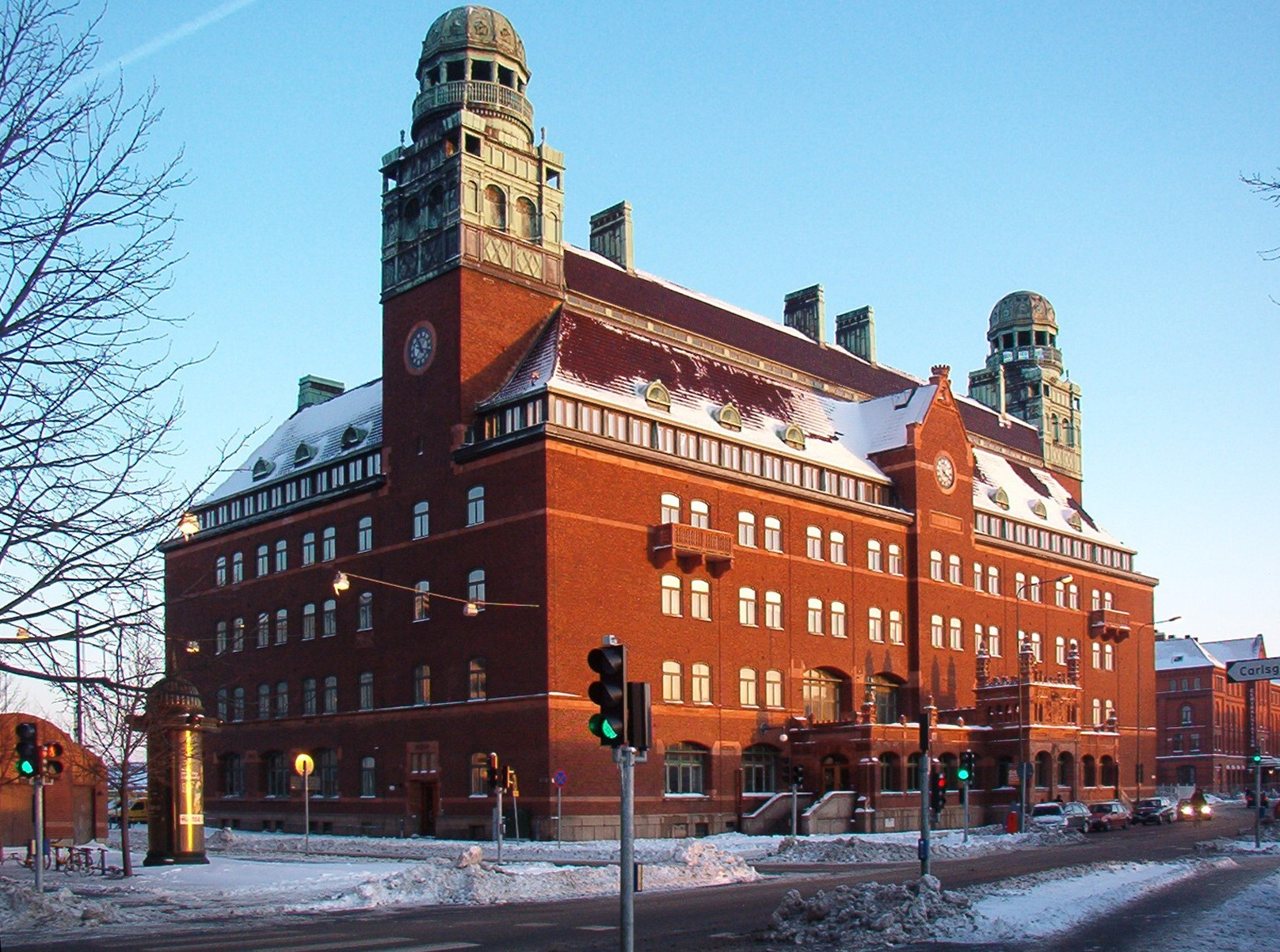
Centralposthuset, Malmö
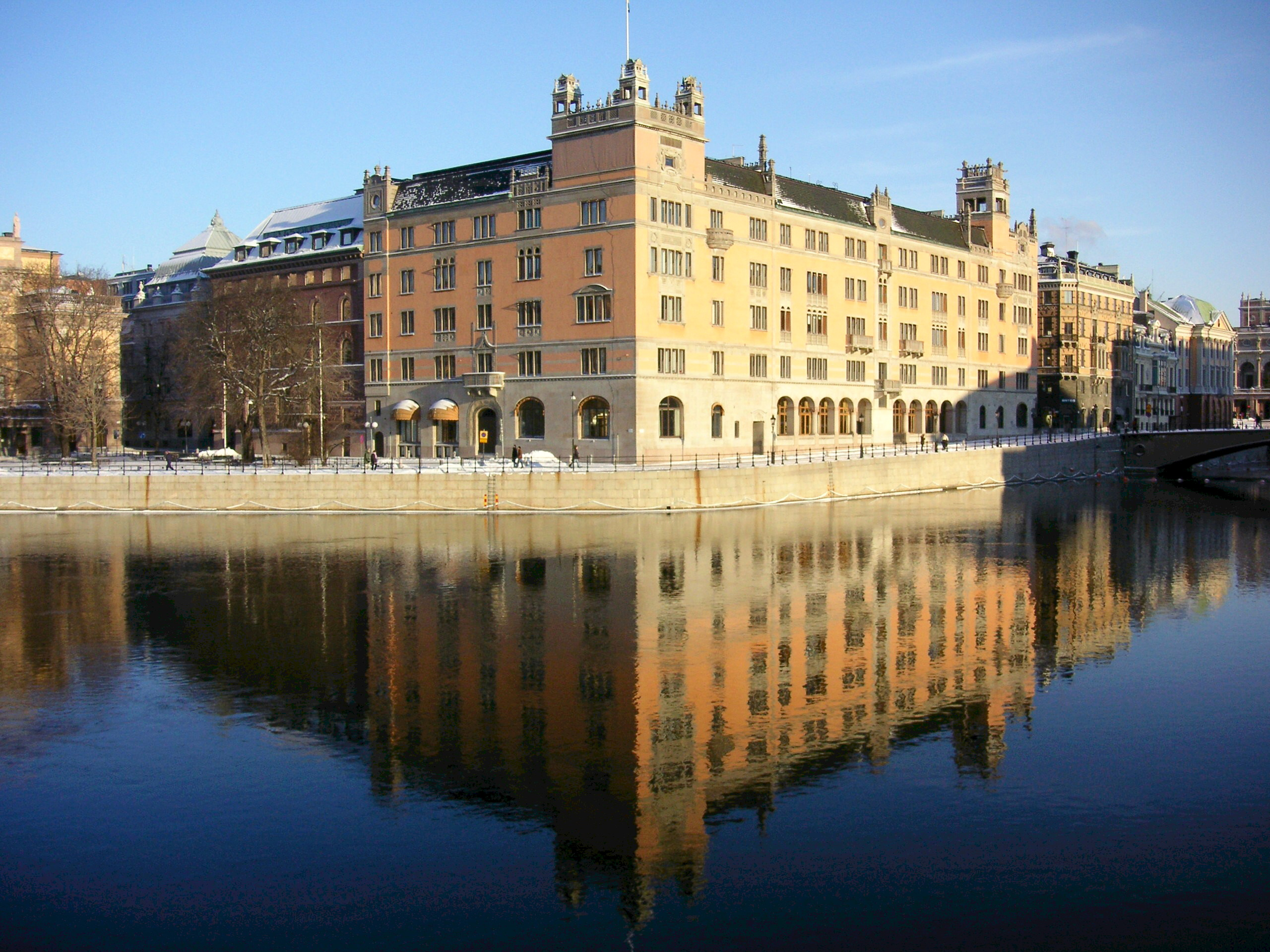
Rosenbad

Privata villor
- Bergööska huset, Hallsberg (1887–1889, senare ombyggt, möjligen även det efter Bobergs ritningar)
- Villa Ugglebo, Stockholm (1896, senare ombyggd)
- Grünewaldvillan, Saltsjöbaden (1893)
- Villa Tallbacken, Djursholm (1896), uppförd åt konstnären Robert Thegerström
- Parkudden, Stockholm (1899)
- Vintra, det egna hemmet på Djurgården mellan 1903 och 1925 (senare kraftigt ombyggt)
- Villa Nyhem, Djursholm (1905–1906)
- Byströms villa, Djurgården (om- och tillbyggnad) (1905)
- Villa Eolskulle (sedan 1924 Thielska galleriet), Djurgården (1905–07)
- Masmo villa, Huddinge kommun (1907)
- Villa Arneborg, Trosa (1907)
- Villa Graninge, Nacka (1909)
- Prins Eugens Waldemarsudde, ”Slottet” och utställningshall, Djurgården (1905–1913)
- Villa Fridhem, uppförd för Prins Carl som sommarresidens i Norrköping 1909
- Oakhill, Djurgården (1910)
- Villa Farsta udde, Gustavsberg (1910)
- Villa Sjöstigen, Lidingö (1911)
- Bjertorp slott, Varaslätten (1914)

Privata villor, urval
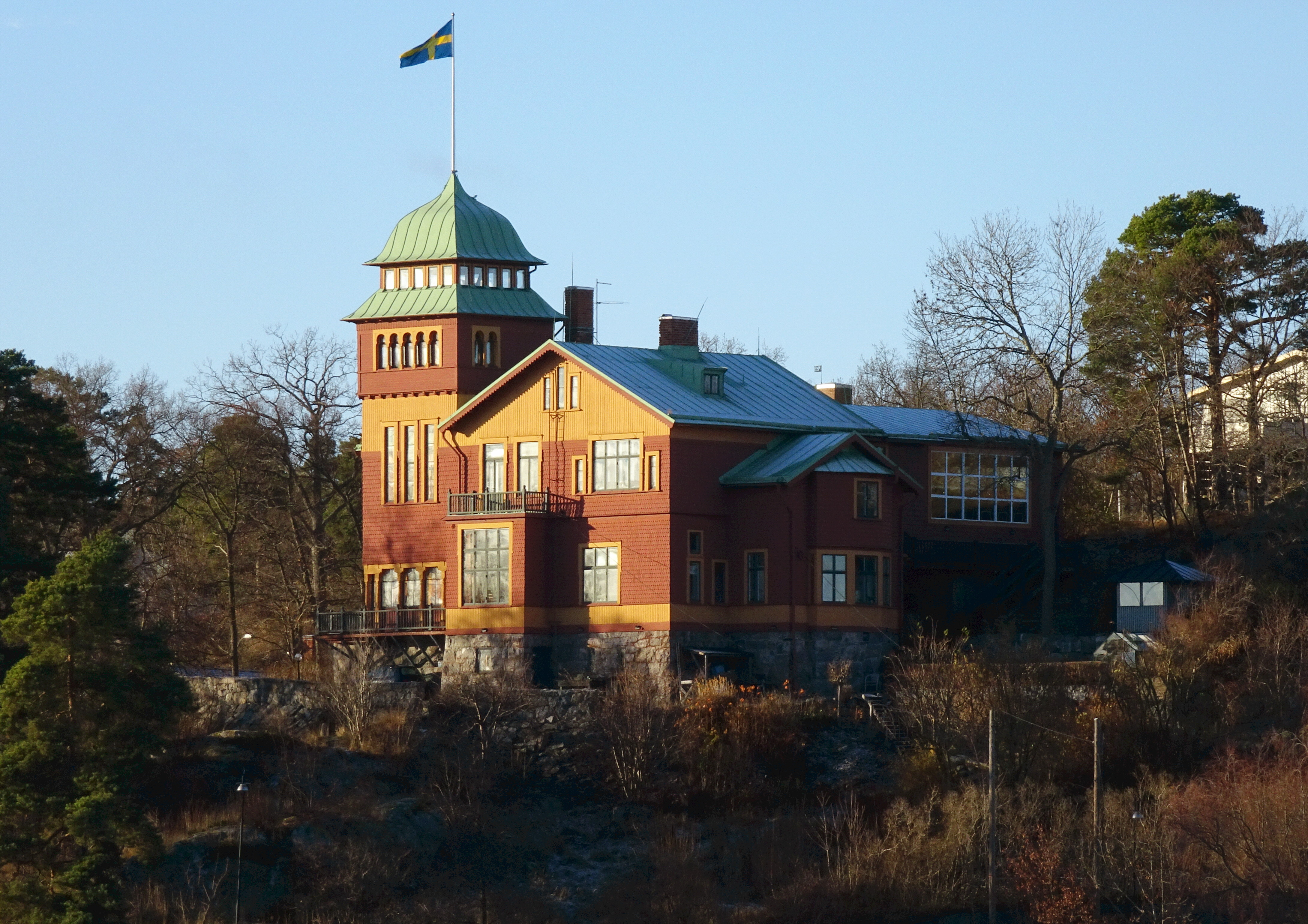
Grünewaldvillan
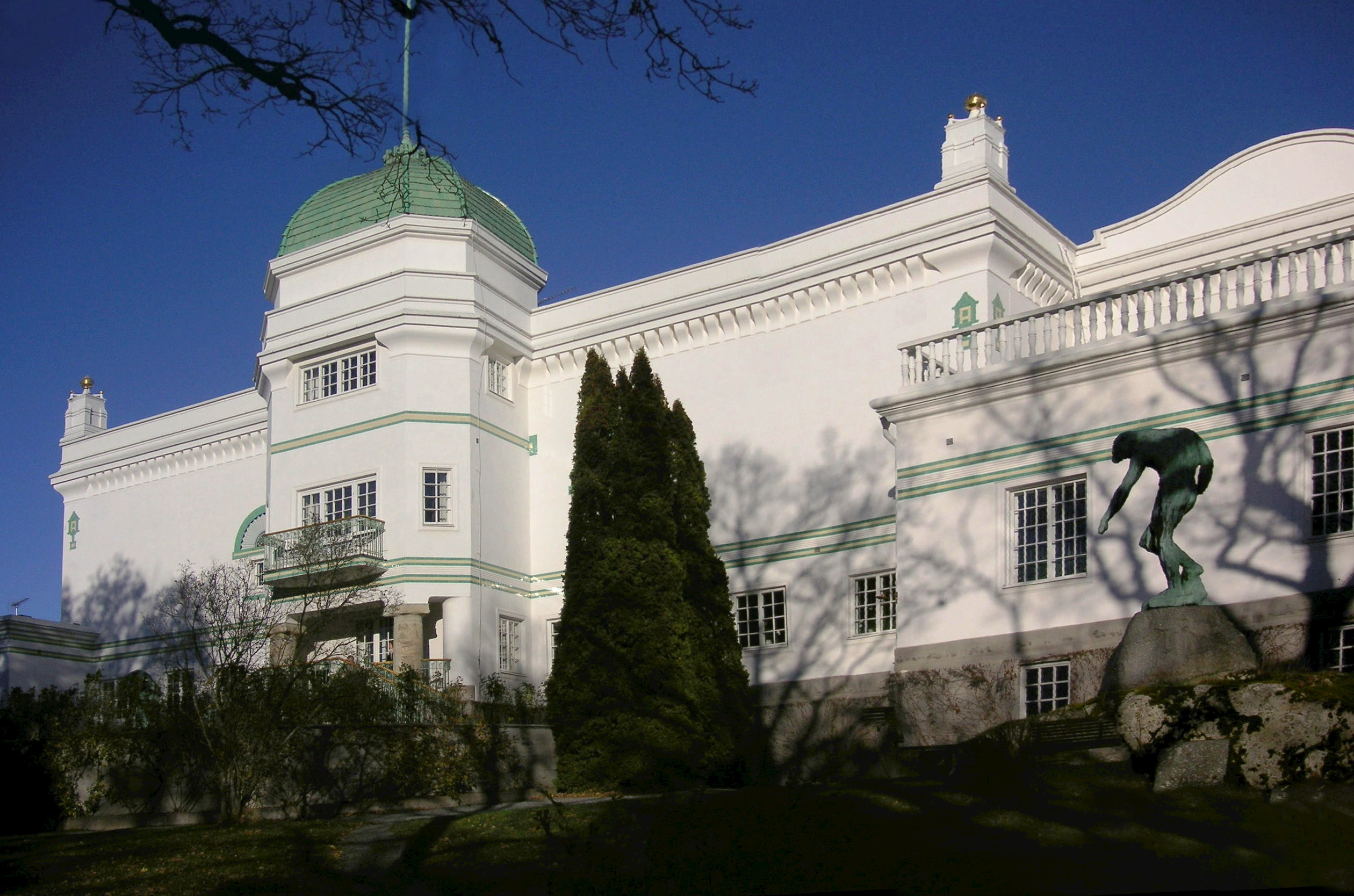
Villa Eolskulle (Thielska galleriet)
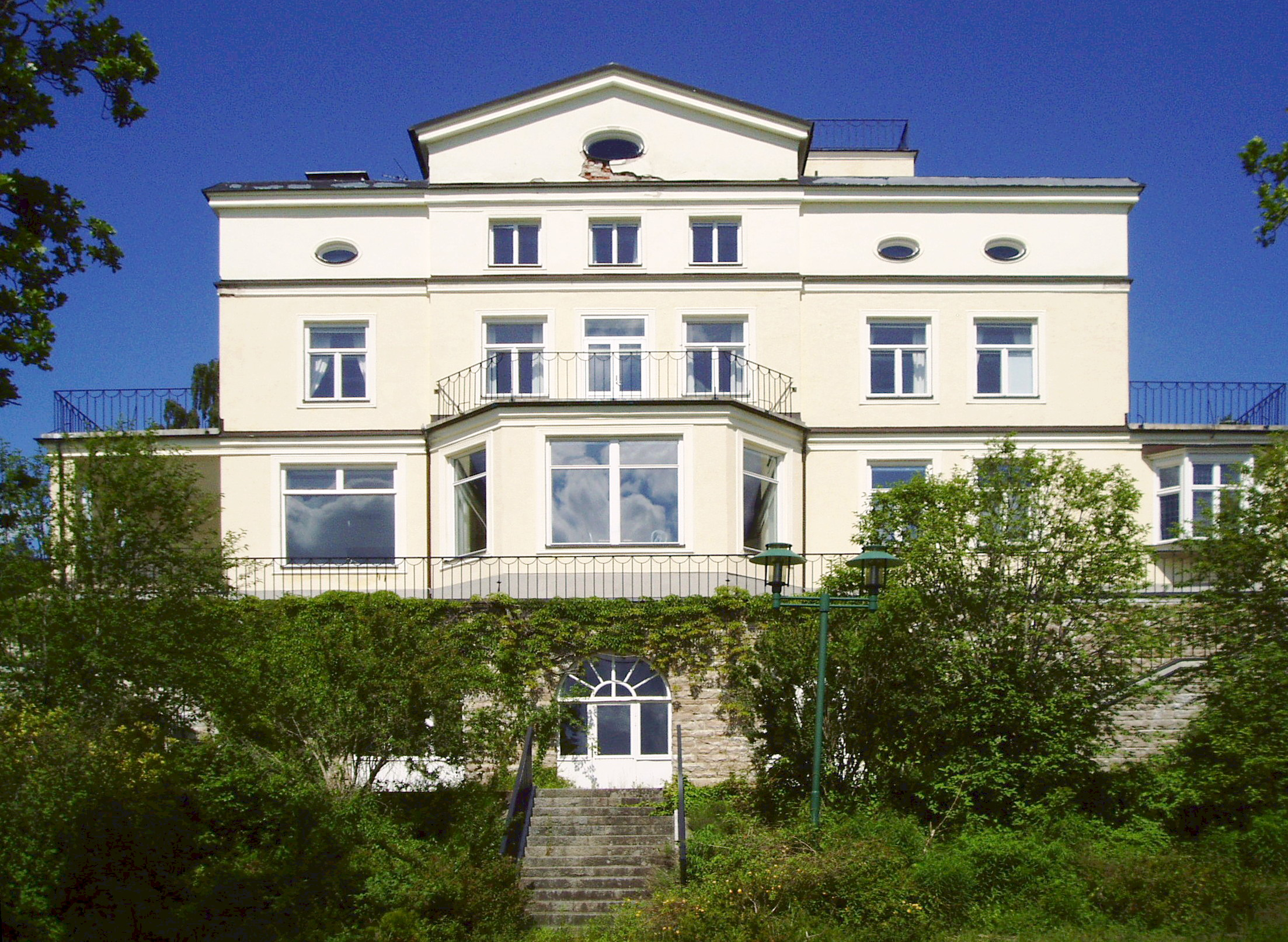
Villa Graninge
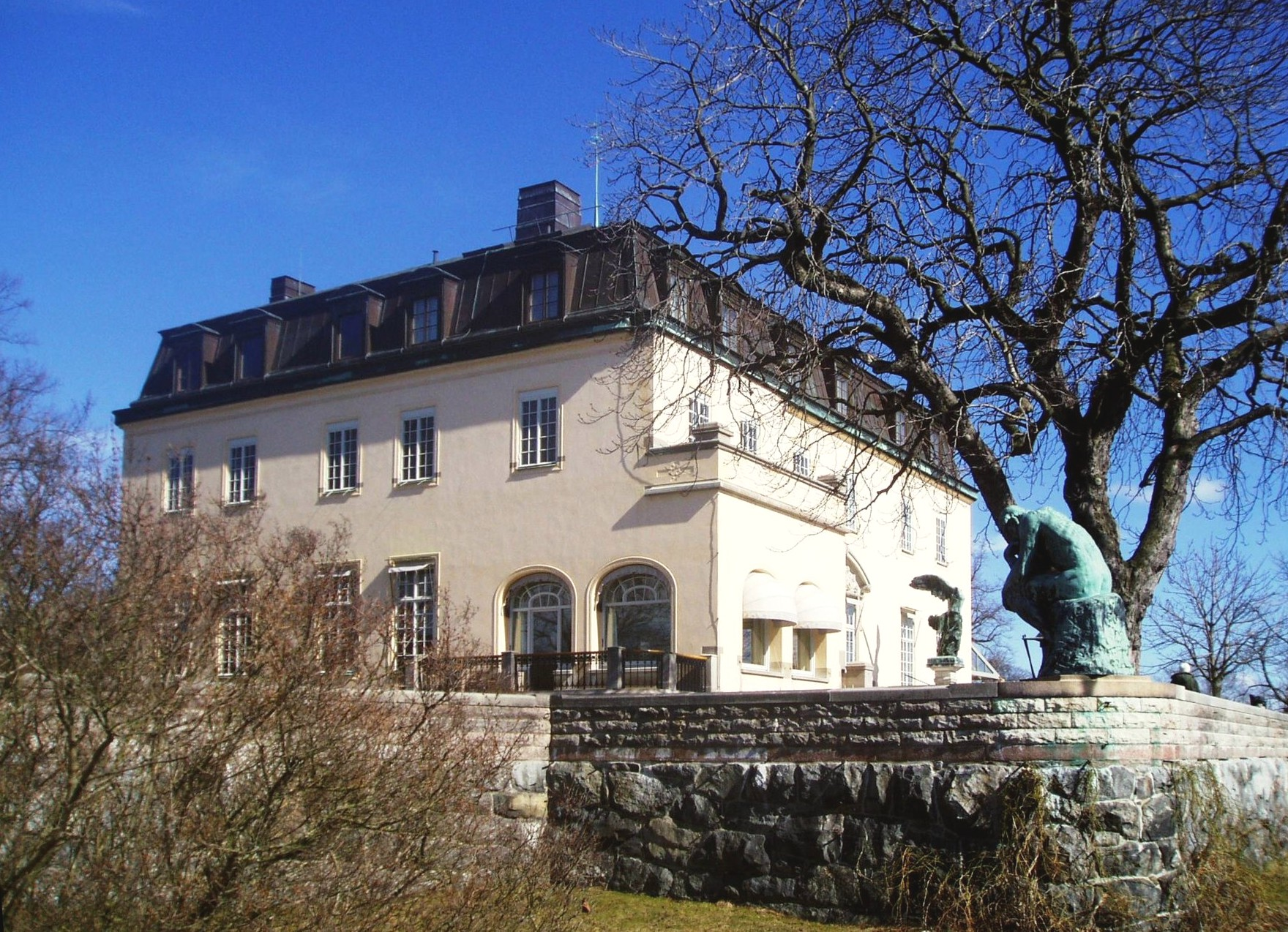
Prins Eugens Waldemarsudde
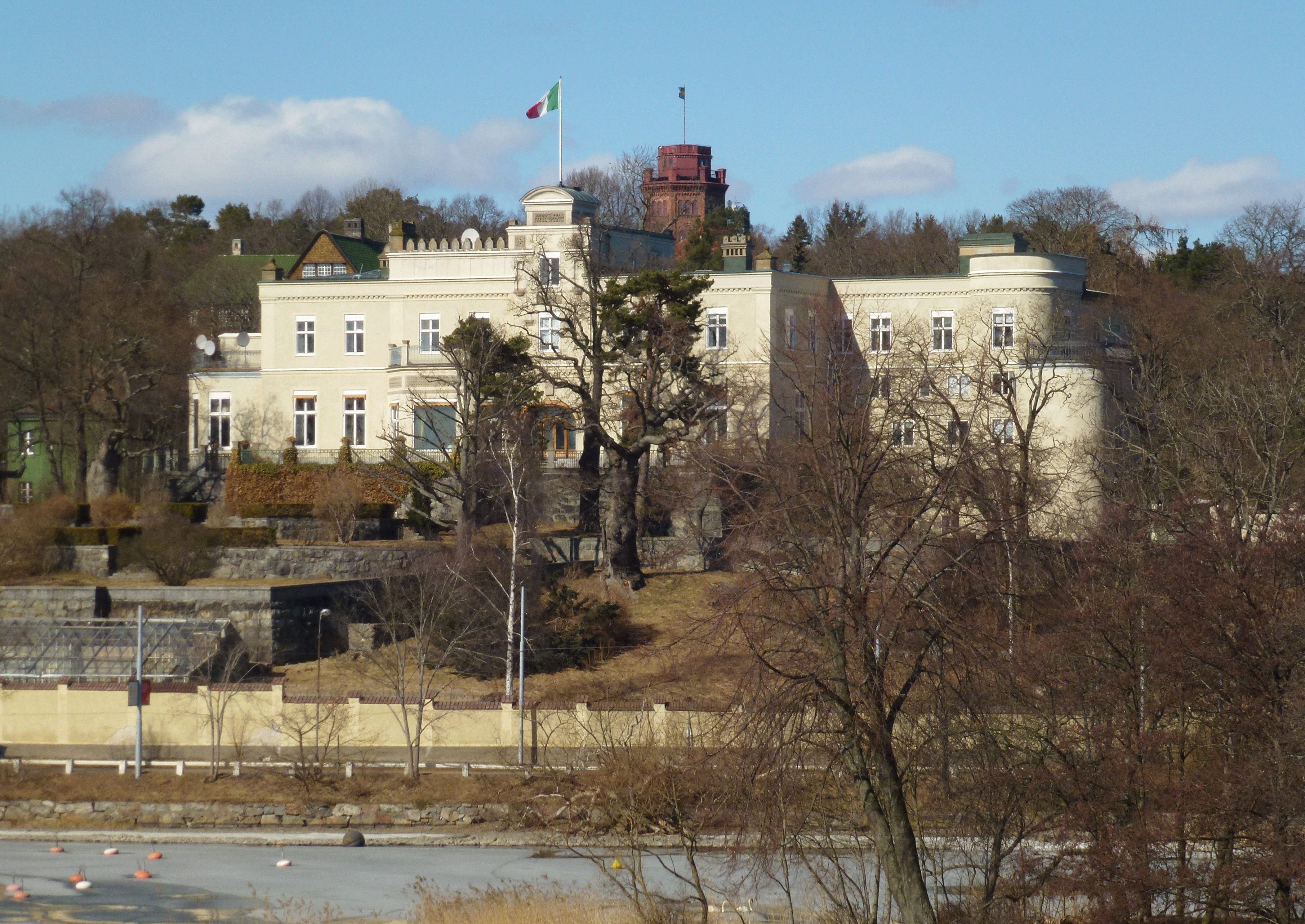
Oakhill

Annat
- Ljungbergshallen, Borlänge (1897, ursprungligen på Stockholmsutställningen 1897)
- LO-borgen (ursprungligen Carlbergska huset) vid Norra Bantorget, Stockholm (1899)
- NK-villan, uppförd för Industriutställningen i Norrköping 1906, flyttad till Nyköping 1907
- Östra kyrkogårdens gravkapell, Norberg (1904)
- Nobelpalatset, Stockholm (förslag 1906–1911, ej utfört)
- Solhemmet, Stockholm (1907)
- Uppenbarelsekyrkan, Saltsjöbaden (1913)
- NK Stockholm, Hamngatan, Stockholm (färdigt 1915)
- Nordiska Kompaniets kontorshus, Regeringsgatan 5–7 (färdigt 1919)
- Jägarhyddan, Djurgården (planerad ombyggnad 1927, ej utfört)
- Stora Blecktornet, Södermalm, ombyggnad 1928 tillsammans med Carl Melin, Bobergs bostad till 1935

Övriga byggnader, urval
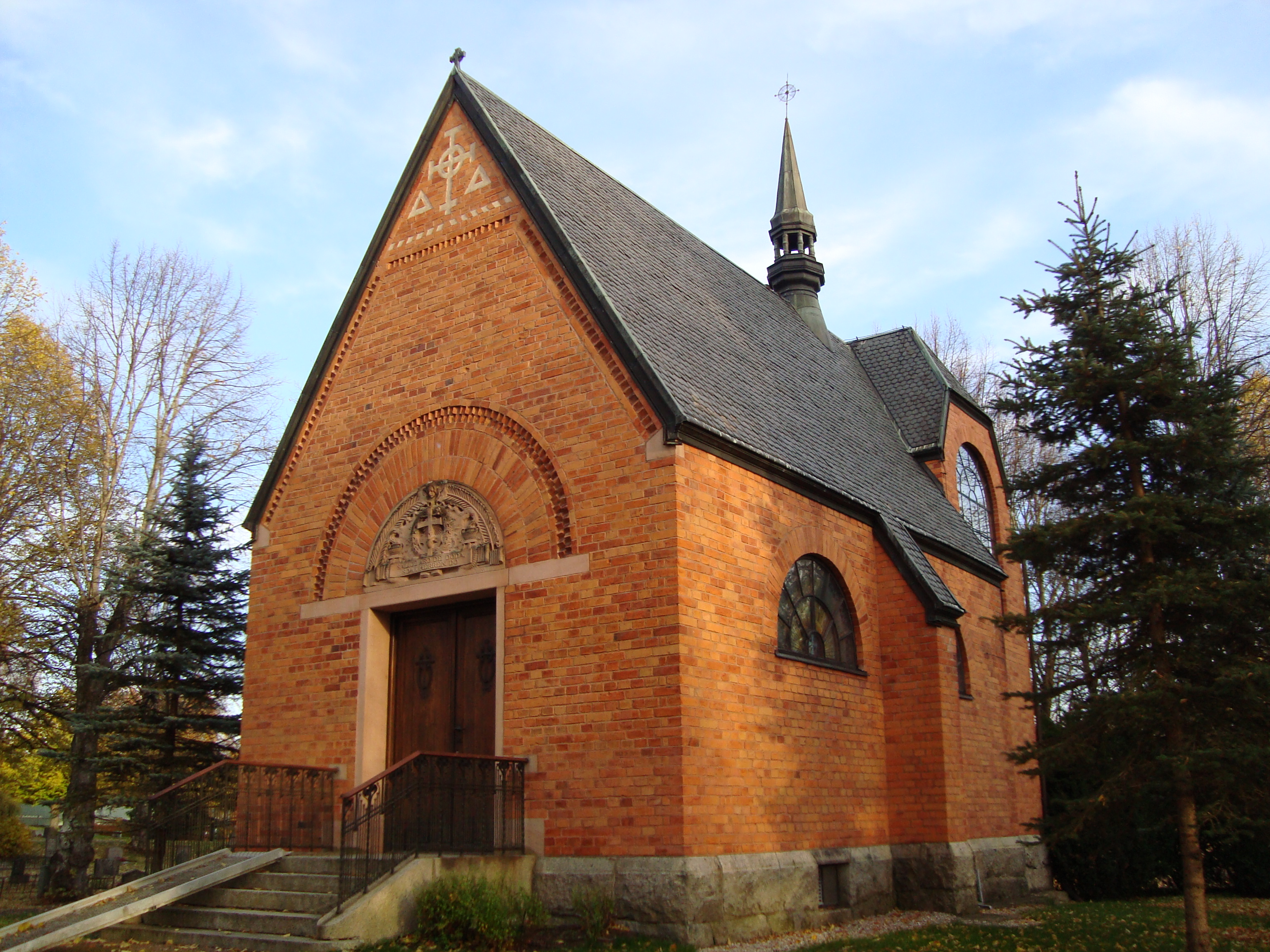
Norbergs gravkapell
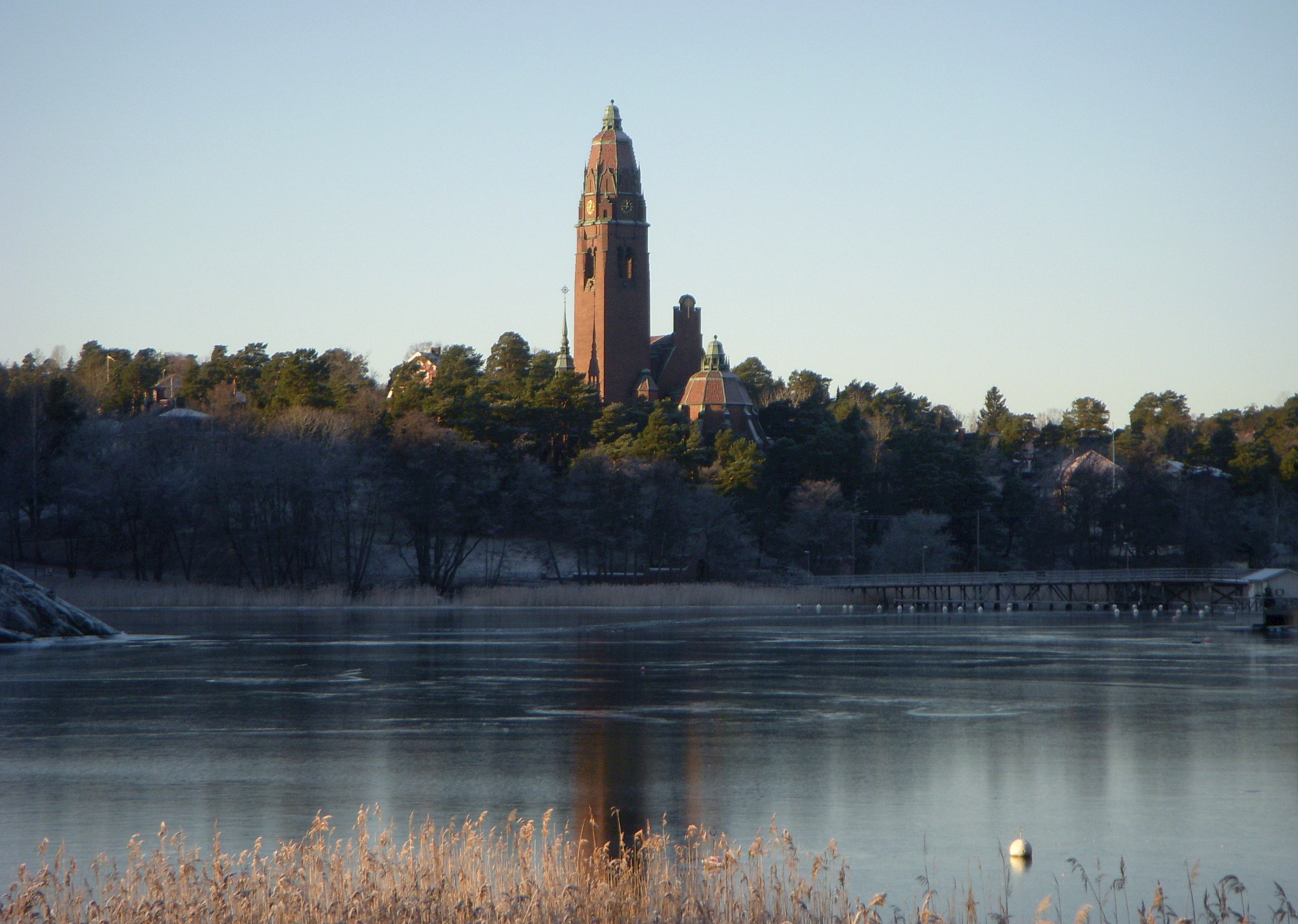
Uppenbarelsekyrkan, Saltsjöbaden
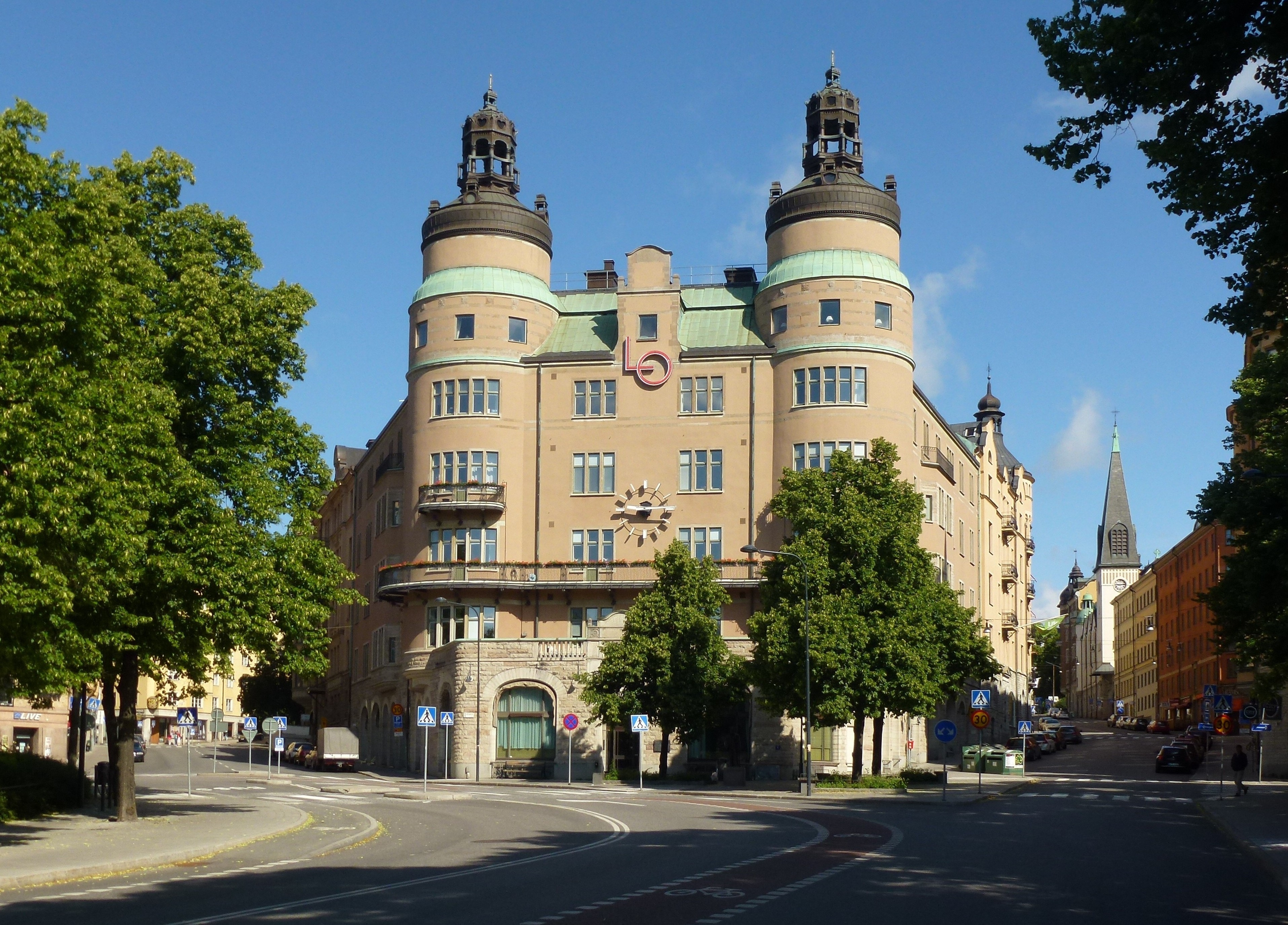
Carlbergska huset (LO-borgen)
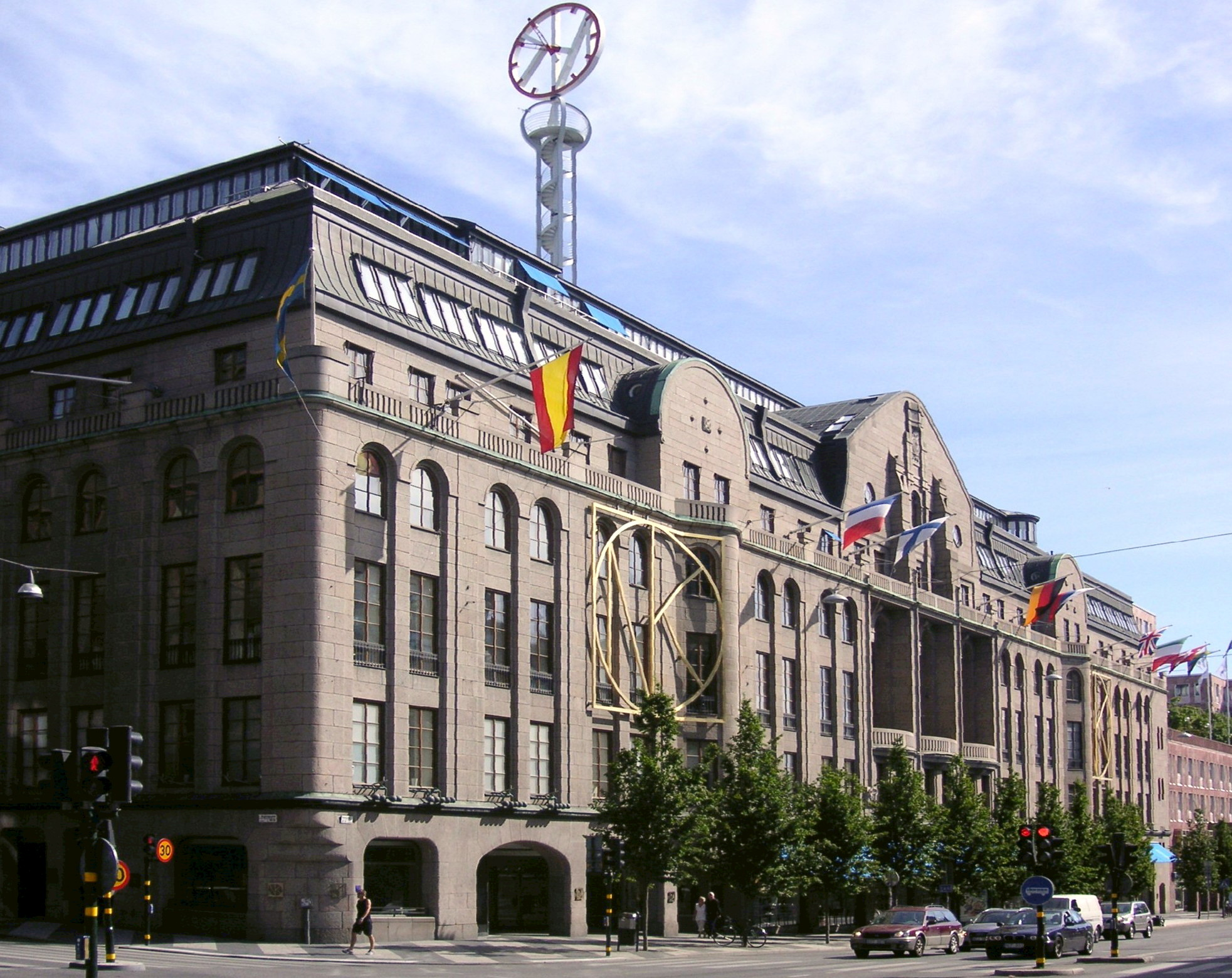
Nordiska Kompaniet
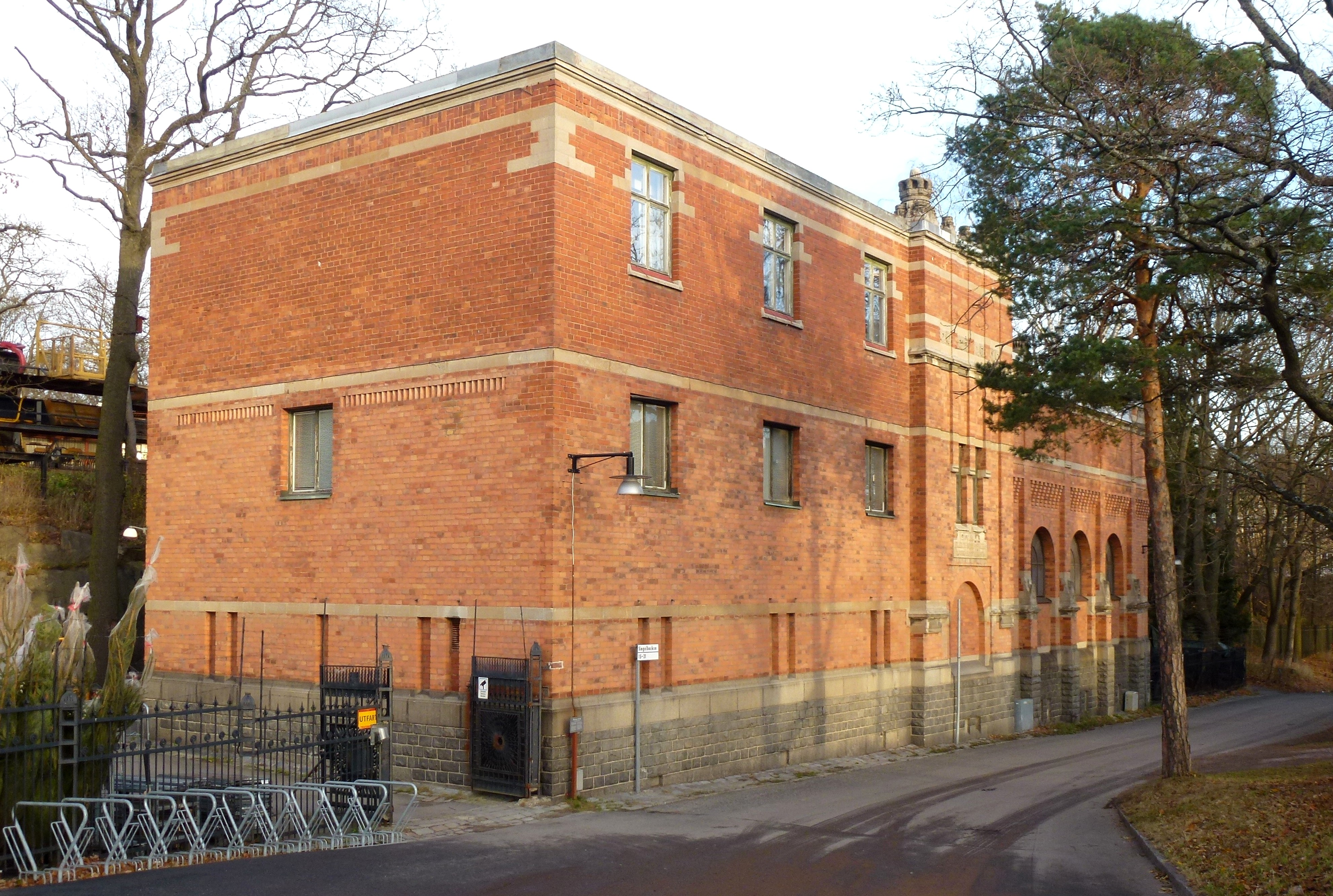
Djurgårdsstationen

Boberg finns representerad vid bland annat Nordiska museets arkiv, Kungliga biblioteket, Uppsala universitetsbibliotek, Röhsska museet, Kalmar konstmuseum och Nationalmuseum i Stockholm.